# Chorągiew Lubelska ZHP
Chorągiew Lubelska ZHP – jednostka terenowa Związku Harcerstwa Polskiego.
Działa na terenie województwa lubelskiego. Siedzibą władz Chorągwi jest Lublin.

## Historia

### Początki działalności harcerskiej na Lubelszczyźnie
Ruch skautowy, który zaczynał się rozwijać w latach 1911–1912 na ziemiach Lubelszczyzny, szybko natrafił na przeszkodę jaką stworzył zabór. Pierwsze drużyny działały jawnie bądź nielegalnie. Mimo to skauting lubelski zrzeszał w owym czasie w swoich szeregach ok. 600 osób. W latach 1912–1913 doszło do spadku zainteresowania, a ruch napotkał trudności organizacyjne. Poszczególne drużyny działały niezależnie od siebie, w różnych środowiskach, miejscowościach, nie podejmując współpracy. Powstały jednak organizacje skautowe, które można uznać za zalążki Komendy Chorągwi, m.in. Lubelska Komenda Skautowa działająca w latach 1912–1913, której drużynowymi naprzemiennie byli Tadeusz Korolko, Wiktor Krzewski i Jan Wierzbicki, oraz Okręgowa Komenda Skautowa w Lublinie z lat 1913–1916, tajna w latach 1913–1915.
W owym czasie powstało Junactwo, będące próbą utrzymania ducha patriotyzmu wśród młodzieży, szczególnie wiejskiej. Twórcą był Stefan Plewiński, który wraz z Wacławem Szczęsnym i Władysławem Olędzkim stworzył także program wychowawczy. Podstawą pracy drużyn junackich była współpraca. W 1913 roku Adam Jarosz założył w Lublinie I Drużynę Junacką im. Tadeusza Kościuszki. Lubelskie junactwo zorganizowało się w trzy plutony którym przewodniczyły Irena Araszkiewiczowa, Jadwiga Wojciechowska oraz Maria Nowicka.
Dopiero okres I wojny światowej przyniósł zmiany. Zarówno zgrupowania skautowe, jak i junackie rozrosły się, powstały nowe, m.in. trzy drużyny w Puławach, trzy w Zamościu, dwie w Chełmie, a także w Biłgoraju, Hrubieszowie, Krasnymstawie, Nałęczowie, Kraśniku, Kazimierzu Dolnym, Opolu Lubelskim i Wąwolnicy. Liczba druhów i druhen wzrosła do 900.

#### Skauting męski
Pierwsze męskie patrole skautowe powstały w maju 1911 roku. Założycielem pierwszego był uczeń Szkoły Lubelskiej Kazimierz Dobiecki, następnych dwóch – Tadeusz Korolko w szkole im. Stanisława Staszica i Jan Wierzbicki w Szkole Handlowej Vetterów. We wrześniu tego samego roku na terenie Szkoły Lubelskiej pierwszy oddział skautowy powstał z inicjatywy ucznia owej placówki Wiktora Krzewskiego. 11 grudnia patrol Wierzbickiego rozwinął się w drużynę podobnie jak patrol Korolki, której nadano imię Waleriana Łukasińskiego.
W 1912 roku drużyny otrzymały numery oraz nazwy – powstała I Drużyna Skautowa im. Waleriana Łukasińskiego przy gimnazjum im. Staniaława Staszica, II Drużyna Skautowa im. Zawiszy Czarnego przy Szkole Lubelskiej i III Drużyna Skautowa im. Romualda Traugutta przy Szkole Handlowej Vetterów.
Emisariusz Jan Sikorski stworzył w Zarzewiu lubelskim oddziały ćwiczebne wzorując się na skautowych. Jesienią 1912 roku powstała z nich Organizacja Polskich Wywiadowców, którą 5 września 1915 roku przekształcono w IV Drużynę Skautową im. Jana Zamoyskiego przy gimnazjum Matematyczno-Przyrodniczym w Lublinie. Jej założycielem był Antoni Budowski. Jan Sikorski tworzył także oddział instruktorski do którego należało 14 uczniów.
Założono także I Drużynę Skautową im. Romualda Traugutta pod przewodnictwem Antoniego Żochowskiego w prywatnej Szkole Filozoficznej Tadeusza Radlińskiego w Siedlcach. W Łukowie pierwsze męskie patrole powstały w 1912 roku przy Szkole Handlowej i Gimnazjum Rosyjskim dzięki Adamowi Leszukowi. W październiku 1916 roku Stefan Kula i Stefan Korybski zorganizowali I Drużynę Skautową przy Gimnazjum Państwowym w Białej Podlaskiej. W Zamościu kierownictwo Gimnazjum i Seminarium Nauczycielskiego 17 października 1917 roku powołało I Drużynę Skautową im. Tadeusza Kościuszki pod komendą nauczycieli Michała Pieszko oraz Kazimierza Gelinka.

#### Skauting żeński
Niezależnie od skautingu męskiego rozwijał się skauting żeński. Jesienią 1911 roku Mirosława Kuncewiczówna zainicjowała powstanie I żeńskiej Drużyny Skautek im. Emilii Plater w żeńskiej Szkole Handlowej. Drużynową została A. Bagińska.
W tym samym czasie w Prywatnym Gimnazjum Heleny Czarnieckiej działały patrole skautek, które prowadziły uczennice Szkoły Handlowej. Pod kierunkiem Stefanii Bejtówny-Śmigielskiej dało im się utworzyć II żeńską Drużynę Skautek im. Tadeusza Kościuszki wiosną 1912 roku. III Żeńska Lubelska Drużyna Skautowa im. Królowej Jadwigi powstała już w czasie trwania I wojny światowej, w 1916 roku. Działała przy Prywatnym Gimnazjum Wacławy Arciszowej, zaś jej założycielką była Ewa Szelburg, znana później szerzej jako pisarka.
W Siedlcach przy Gimnazjum Filologicznym w 1915 roku J. Klimkiewiczówna założyła I Żeńską Drużynę Skautową, a rok później w Łukowie powstała I Żeńska Drużyna Skautów, której drużynową została Janina Walterówna. Inicjatorem założenia drużyny był Edward Mioduszewski. W Białej Podlaskiej w 1917 roku Anna Krauzówna została komendantką I Żeńskiej Drużyny Skautowej im. Henryki Pustowójtówny. W tym samym roku w grudniu powstała w Zamościu I Żeńska Drużyna Skautowa której przewodniczyła Kamila Wiśniowiecka.
W Chełmie 1915 roku powstała także I koedukacyjna Drużyna Skautowa z inicjatywy Ludwika Zajączkiewicza, ale już w roku 1916 rozpadła się na I męską Drużynę Skautową kierowaną przez Zajączkiewicza oraz I Żeńską Drużynę Skautową im. Emilii Plater kierowaną przez Marię Świerkowską.

### Harcerstwo lubelskie w okresie późnowojennym i międzywojennym
W dniach 1–2 listopada 1916 roku odbył się w Warszawie Zjazd Delegatów Środowisk Skautowych z terenu Królestwa Polskiego, wtedy powołano jedną organizację pod nazwą Związek Harcerstwa Polskiego. Zarys terytorialny okręgów ZHP ustalono w maju 1917 roku. Okręg Lubelski-męski uzyskał numer XII „a” a żeński XII „b”.
W komendzie Okręgu XII „a” znaleźli się: Mieczysław Rogalski, Stefan Mydlarz, Władysław Olędzki, Stefan Plewiński, Franciszek Zaremba i Marian Żebrowski. W składzie Wydziału do końca wojny znaleźli się ponadto: Aleksander Zdanowicz, Wit Felczerek-Klonowiecki i Jan Zych. Przewodniczącym Rady Wykonawczej XII Okręgu Lubelskiego ZHP „a” byli: Włodzimierz Bochenek V-VIII 1917, Marian Żebrowski VIII-XI 1917 i Mieczysław Rogalski XI 1917–1919. W komendzie Okręgu XII „b” znalazły się Ewa Szelburg, Mirosława Kuncewicz, Maria Zieleniewska, Helena Sobocka i Jadwiga Dąbska. Komendantką Okręgu XII „b” została Ewa Szelburg 1917–1918.
W 1918 roku Międzyorganizacyjna Komisja Porozumiewawcza zwołała zjazd zjednoczeniowy harcerstwa polskiego ze wszystkich zaborów, który odbył się w dniach 1–2 listopada w budynku Teatru Miejskiego, w Sali koncertowej Towarzystwa Muzycznego w Lublinie. Zjazdowi przewodniczył Stefan Plewiński a komendantem zjazdu wybrano Władysława Olędzkiego. Niestety Zjazd został przerwany z powodu wiadomości o atakach na Lwów.
Okrąg Lubelski przemianowano na Inspektorat Lubelski ZHP działający w latach 1919–1920 – komendantem XII „a” był Stefan Plewiński, XII „b” Maria Nowakowska. W tym czasie działało 19 drużyn męskich i 7 żeńskich. Powstał Tymczasowy Zarząd Oddziału Okręgu Lubelskiego ZHP, któremu przewodniczył o. Jacek Woroniecki, przekształcony w 1921 roku w Lubelski Zarząd Oddziału ZHP, który działał aż do wybuchu II wojny światowej. Powstały także pierwsze organy mające w swojej nazwie słowo „chorągiew” – Chorągiew Harcerzy i Chorągiew Harcerek, obie działające od roku 1921 do 1939. Pierwszym komendantem Chorągwi Harcerzy był Kazimierz Grochowski, zaś pierwsza komendantką Chorągwi Harcerek – Maria Nowakowska-Brydowa.
Lata trzydzieste były okresem rozwoju harcerstwa i jego programu którego kluczową część stanowiły rozwijające i kształtujące specjalności, m.in. terenoznawstwo, ratownictwo, techniki sanitarne, żeglarstwo, szybownictwo, obozownictwo, pionierka, łączność. Zwiększyła się liczba organizowanych obozów i kursów szkoleniowych letnich i zimowych. Zapoczątkowany w 1925 roku ruch zuchowy objął w 1938 roku 39 gromad żeńskich i 96 gromad męskich.
Pod koniec sierpnia 1939 roku Lubelska Chorągiew Harcerzy składała się z 21 hufców, w skład których wchodziło 180 drużyn harcerskich. Komendantem Chorągwi Harcerzy był wówczas hm. Dymitr Senatorski. 11 czerwca 1939 roku powołano nowy pion – Lubelskie Pogotowie Harcerzy mający przygotować Chorągiew do warunków wojennych. Jego komendantem został hm. Tadeusz Kozłowski.
- Statystyki chorągwi

| Rok                    | 1912 | 1920 | 1921 | 1922 | 1924 | 1928 | 1932 | 1933 | 1934 | 1939 |
| ---------------------- | ---- | ---- | ---- | ---- | ---- | ---- | ---- | ---- | ---- | ---- |
| Liczba harcerek        | –    | –    | –    | –    | –    | –    | 1475 | –    | 3462 | –    |
| Liczba harcerzy        | –    | 400  | 1410 | 800  | 1516 | 1556 | –    | 5462 | 7842 | –    |
| Liczba drużyn harcerek | 20   | –    | 20   | –    | –    | 23   | –    | –    | –    | 104  |
| Liczba drużyn harcerzy | –    | –    | 22   | –    | 35   | 41   | –    | 122  | 170  | 180  |
| Liczba hufców harcerek | –    | –    | –    | –    | –    | –    | 5    | –    | 13   | –    |
| Liczba hufców harcerzy | –    | –    | –    | –    | –    | –    | –    | 14   | 18   | 21   |

Reprezentacje harcerzy z Chorągwi Lubelskiej na zlotach:
- I Narodowy Zlot Harcerzy w Warszawie w 1924 – uczestniczyło 326 harcerzy,
- II Narodowy Zlot Harcerzy w Poznaniu w 1929 – uczestniczyło 388 harcerzy,
- Jubileuszowy Zlot ZHP w Spale w 1935 – uczestniczyło 454 harcerek i 764 harcerzy.

### Szare Szeregi – ZHP w czasie II wojny światowej
Z uwagi na strukturę Szarych Szeregów, w owym czasie działają „ule”, w tym lubelski „ul Zboże”.
W październiku 1939 roku w mieszkaniu Tadeusza Kozłowskiego doszło do spotkania kilku instruktorów Komendy Chorągwi Harcerzy z wizytatorem GK Harcerzy, Januszem Wierusz-Kowalskim. Kozłowski został mianowany pierwszym komendantem przyszłej Komendy Chorągwi Harcerzy „Szarych Szeregów”, którą miał dopiero utworzyć. Zastępcą komendanta został Aleksander Wojno. Kolejnymi komendantami byli: Kazimierz Tomiłło, Lesław Eustachiewicz ps. „Ksawery”, „Jerzy”, Henryk Ostrowski ps. „Burłaj”, „Kos”, „Heniek” i Zbigniew Urych ps. „Ryszard”.
Rozpoczęto działania mające na celu nawiązanie kontaktów, organizację łączności. Przez pewien czas problem stanowiło samorzutne powstawanie i działanie w odosobnieniu od Chorągwi SzSz tajnych grup harcerskich, m.in. grupa Stanisława Moskwy, grupa Mariana Chałupki, grupa Kajetana Ostojadły, grupa Michała Wyczółkowskiego oraz grupa Kazimierza Stomiłły.
W pierwszych miesiącach okupacji niemieckiej poza Hufcem Lublin w Chorągwi Lubelskiej Szarych Szeregów organizowane były także hufce: Biała Podlaska, Biłgoraj, Chełm, Krasnystaw, Radzyń Podlaski i Włodawa. Nie ma potwierdzonych informacji, ze organizowano także inne. Każdy hufiec miał swoim zasięgiem objąć tereny swojej przedwojennej działalności. Same działania w Lublinie opierały się na gromadzeniu amunicji, broni, karabinów, które ukrywano w lesie, działaniach społecznych i wojskowych.
W Białej Podlaskiej komendantem hufca został Stanisław Duński. Zorganizowany został harcerski kurs instruktorski, nawiązana została współpraca z komendą obwodu ZWZ, podjęto kolportaż prasy konspiracyjnej, a także działano poprzez sabotaż i wywiad. Pomagano w organizowaniu przerzutów granicznych. W 1941 roku Gestapo dokonało licznych aresztowań, w tym też komendanta hufca. Spowodowało to utratę kontaktów z Komendą Chorągwi i przerwanie działalności hufca.
W 1944 roku 303 harcerki pracowały w Wojskowej Służbie kobiet AK. Na stanowiskach kierowniczych w wojsku były takie instruktorki jak: Maria Walciszewska ps. „Jadwiga”, „Marylka” i „Łotewska”, Danuta Magierska ps. „Aniela”, „Weronika”, Maria Świtalska ps. „Marysia”, „Jadwiga”, „Skalska”, Wanda Stefaniak, Małgorzata Szewczykówna i Maria Nowicka.

### Harcerstwo na Lubelszczyźnie po II wojnie światowej
Powojenne harcerstwo nastawione było przede wszystkim na odbudowę – zakładał to program Szarych Szeregów. Odbudowa ta jednak trwała zaledwie 6 lat.

### Organizacja Harcerska ZMP 1950–1955
Związek Harcerstwa Polskiego został rozwiązany na okres lat 1950–1955. Zamiast niego powstaje Organizacja Harcerska Związku Młodzieży Polskiej. Przynależność była obowiązkowa dla całej młodzieży szkół podstawowych. Zabroniono noszenia krzyży, lilijek i rogatywek. Zniesiono nazwy „hufiec” i „chorągiew”. Ze względu na zasięg zmian na teren całego kraju objęło to także ziemie lubelskie.

### Organizacja Harcerska Polski Ludowej (OHPL) 1955–1956
Wiosną 1955 roku Organizacja Harcerska Polski Ludowej oddzieliła się od ZMP. Nastąpił powrót do starych struktur i odznaczeń. Powstały komendy OHPL we wszystkich województwach, w tym także w lubelskim.

### ZHP 1956–1989
Na zjeździe 8–10 grudnia 1956 roku zapadła decyzja o przywróceniu nazwy Związek Harcerstwa Polskiego. W 1957 roku przywrócono lilijkę, krzyż, mundury, ustalono przyrzeczenia nawiązujące do przedwojennego. ZHP stało się organizacją koedukacyjną, dlatego nie było już podziału na Chorągiew Harcerzy i Harcerek. Powstała Chorągiew Lubelska. Koniec PRL-u to formy wypoczynku letniego i zimowego dla dzieci i młodzieży, zdobywanie stopni i sprawności, szkolenie kadry, a nawet centralne operacje, takie jak: „Operacja 1001-Frombork”, „Grunwald”, „Bieszczady 40”. Chorągiew Lubelska w owym czasie brała udział w operacji „Magistrala”, mająca na celu rozbudowę torów szerokokolejowych dla kolei węglowo-hutniczej. Na terenie chorągwi organizowany był rajd „Rąblowski” na który co roku zjeżdżała młodzież z całej Polski nie tylko z ZHP/ Rajd ten odbywała się nieprzerwanie od roku (...) W roku 1985 odbyła się pierwsza Polowa Zbiórka Harcerstwa Starszego (PZHS) Chorągwi Lubelskiej w, PZHS odbywał się kolejno w roku 1986 w Puławach,
Po zmianach rejonizacyjnych w 1973 r. Chorągiew Lubelska zmniejsza swój zasięg. Powstają oddzielne chorągwie, m.in. Chorągiew Chełmska i Chorągiew Zamojska.
W latach 1985–1990 w Puławach w budynku Puławskiego Ośrodka Kultury „Dom Chemika” funkcjonowało Harcerskie Centrum Komputerowe. Była to pierwsza w Polsce tego typu placówka. Nadzór nad nią sprawowała Komenda Hufca ZHP im. Bohaterów Armii Ludowej w Puławach oraz dyrekcja ośrodka kultury.

### W Rzeczypospolitej Polskiej
17 grudnia 1991 r. Rada Naczelna podjęła Uchwałę o rozwiązaniu dotychczasowych Chorągwi: Bialsko-Podlaskiej i Chełmskiej i włączeniu ich struktur do Chorągwi Lubelskiej. Podobnie postąpiono z Chorągwią Zamojską 11 listopada 1998 r.

### Chorągwiane szkoły instruktorskie
Jedna ze szkół chorągwianych mieściła się w zaklikowskim zamku jako Szkoła Instruktorska Chorągwi Lubelskiej. To tam odbywały się cyklicznie szkolenia, kursy, biwaki i zimowiska, m.in. Kurs Drużynowych Zuchowych, Kurs Drużynowych Harcerskich, Kurs Drużynowych Starszoharcerskich, Kurs Funkcyjnych Starszoharcerskich, Kurs Przybocznych. W latach 1983–1985 komendantem szkoły był hm. Stanisław Kostrzewa. Taką samą funkcję pełniła Szkoła Instruktorska w Puławach. Szkoły te pełniły również funkcję Szkół Instruktorskich Międzychorągwianych.

## Chorągiew Lubelska współcześnie
Działalność Chorągwi w dużej mierze opiera się na organizacji imprez cyklicznych, jubileuszowych i okazjonalnych, takich jak:
- Zlot Chorągwi Lubelskiej, komendant Zlotu phm. Tomasz Piech (30 maja–2 czerwca 1997)
- Zlot Drużyn Harcerskich Lubelskiej Chorągwi ZHP, komendant Zlotu hm. Elżbieta Przybylska (29 września–1 października 2000)
- Chorągwiany Rajd Pieszy „Polesie” (29 września–1 października 2000)
- Chorągwiane Zawody o „Piórko Kormorana” (29 września–1 października 2000)
- Jubileusz 90-lecia harcerstwa na Lubelszczyźnie (13-17 września 2001 w Lublinie).
- Złaz Chorągwi Lubelskiej ZHP(wrzesień 2006)
- Zlot Chorągwi Lubelskiej w Majdanie Sopockim (2024)

Rajdem Chorągwianym jest Rajd Harcerski „Puszczyk” organizowany przez Hufiec Lublin.
Co roku harcerze Chorągwi Lubelskiej przekazują Betlejemskie Światło Pokoju nie tylko władzom i instytucjom wojewódzkim, ale również sąsiadom ze wschodniej granicy Polski. W wakacje letnie i ferie zimowe chorągiew organizuje wypoczynek dla harcerzy i młodzieży cywilnej z regionu lubelskiego w różnych zakątkach Polski. Dużą popularnością cieszy się Chorągwiany Festiwal Piosenki Zuchowej i Harcerskiej odbywający się co roku, ostatnimi czasy odbywał się on w Chełmie, Puławach, Krasnymstawie, Międzyrzecu Podlaskim, Tomaszowie Lubelskim. Harcerze z Chorągwi Lubelskiej uczestniczyli we wszystkich ważniejszych imprezach centralnych takich jak:
- Światowy Zlot Harcerstwa Polskiego w Zegrzu 3-15 sierpnia 1995
- Światowy Zlot Harcerstwa Polskiego w Gnieźnie 3-12 sierpnia 2000
- Jubileuszowy X Ogólnopolski Złaz Seniorów ZHP w Lublinie 13-16 IX 2001 r.
- I Ogólnopolski Zlot Drużynowych ZHP – Perkoz 2003
- II Ogólnopolski Zlot Drużynowych ZHP – Kraków 2005
- Zlot ZHP w Kielcach – komendant Gniazda Lubelskiego hm. Marcin Wolski; 10–19 sierpnia 2007
- Zlot 100-lecia Harcerstwa Polskiego Kraków 16-24 VIII 2010

Instruktorzy i Seniorzy z Kręgu im. A. Kamińskiego rokrocznie uczestniczą w Ogólnopolskich Złazach Seniorów organizowanych przy udziale Wydziału Starszyzny i Seniorów GK ZHP.

### Komenda Chorągwi
18 grudnia 1999 roku na komendanta Chorągwi Lubelskiej Zjazd wybrał hm. Kazimierza Wysockiego, a zastępcami zostali hm.Tomasz Antoszek, hm.Bogdan Cybula i hm. Janusz Nowosad.
22 kwietnia 2004 roku odbył się Zjazd Chorągwi Lubelskiej który wybrał na drugą kadencję komendanta Chorągwi hm. Kazimierza Wysockiego, zastępcą komendanta do spraw organizacyjnych został hm. Zbigniew Makulec a funkcję zastępcy do spraw programowych objął hm. Dariusz Kowalczyk.
4 marca 2006 roku miał miejsce Nadzwyczajny Zjazd Chorągwi Lubelskiej. Na stanowisko komendanta wybrany został hm. Bogdan Cybula, zastępcą do spraw programowych i pracy z kadrą został hm. Robert Suszko. hm. Sławomir Ogórek objął funkcję zastępcy do spraw organizacyjnych a miano zastępcy do spraw rozwoju otrzymał hm. Dariusz Kowalczyk.
28 października 2006 roku przeprowadzony został Zjazd Chorągwi Lubelskiej. Funkcję komendanta otrzymał hm. Zbigniew Makulec, zastępca komendanta został hm. Janusz Nowosad a funkcję skarbnika objął hm. Bogdan Cybula. Zgodnie z nowymi rozporządzeniami wprowadzonymi przez XXXIII Zjazd ZHP wybrano Radę Chorągwi, której przewodniczącym został hm. Bogusław Nowosad.
Z dniem 1 czerwca 2007 Chorągiew Lubelska ZHP uzyskała osobowość prawną.
25 kwietnia 2009 roku zwołany został Nadzwyczajny Zjazd Chorągwi Lubelskiej. Zjazd na komendanta Chorągwi wybrał hm. Marcina Wolskiego, a na funkcję przewodniczącego Rady Chorągwi wybrano dh Grzegorza Piondło.
15 stycznia 2011 roku odbył się Zjazd Chorągwi Lubelskiej ZHP. W trakcie Zjazdu komendantem wybrano hm. Marcina Wolskiego. W skład komendy weszli: hm. Katarzyna Piondło – skarbnik, hm. Janusz Nowosad – z-ca komendanta, hm. Bogdan Cybula – z-ca komendanta, phm. Tomasz Sych, phm. Ewelina Sławek, phm. Robert Turski – członkowie komendy.
8 lutego 2014 roku odbył się Zjazd Nadzwyczajny Chorągwi Lubelskiej ZHP. W trakcie Zjazdu komendantem chorągwi wybrano hm. Katarzynę Piondło. W skład komendy weszli: dh. Iwona Barecka – skarbnik, hm. Marcin Wolski – z-ca komendanta, hm. Jacek Chrześcijanek – z-ca komendanta, phm. Michał Dymek, pwd. Paweł Kowalczyk, phm. Grzegorz Piondło – członkowie komendy. Przewodniczącym Rady Chorągwi wybrany został phm. Tomasz Sych.
15 listopada 2014 roku odbył się Zjazd Chorągwi Lubelskiej ZHP. W trakcie Zjazdu wybrano hm. Katarzynę Piondło na funkcję komendanta chorągwi, w skład komendy weszli: dh. Iwona Barecka – Skarbnik, hm. Marcin Wolski – z-ca komendanta, hm. Jacek Chrześcijanek – z-ca komendanta, hm. Agnieszka Kwapiszewska – Wolska, pwd. Paweł Kowalczyk, phm. Monika Wołos – członkowie komendy.
16 kwietnia i 7 maja 2016 roku odbył się Zjazd Nadzwyczajny Chorągwi Lubelskiej. W trakcie Zjazdu hm. Katarzyna Piondło złożyła rezygnację z funkcji komendanta chorągwi. Zjazd nie wybrał nowego komendanta. Główna Kwatera ZHP Uchwałą nr 130/2017 z dnia 19 kwietnia 2016 r. powołała hm. Grzegorza Woźniaka na funkcję pełnomocnika ds. Chorągwi Lubelskiej ZHP.
26 listopada 2016 roku Zwołany został Zjazd Nadzwyczajny Chorągwi Lubelskiej ZHP w celu wyboru komendanta chorągwi. W trakcie Zjazdu nie wybrano komendanta. Głowna Kwatera ZHP Uchwałą nr 170/2017 z dnia 8 grudnia 2016 r. powołała phm. Tomasza Sycha na funkcję pełnomocnika ds. Chorągwi Lubelskiej ZHP.
12 maja 2017 roku odbył się Zjazd Nadzwyczajny Chorągwi Lubelskiej ZHP. Podczas Zjazdu na funkcję komendanta chorągwi wybrany został hm. Tomasz Sych. W skład komendy weszli: hm. Edward Nakonieczny – z-ca komendanta, hm. Ilona Bachanek – z-ca komendanta, pwd. Paweł Kowalczyk – skarbnik, pwd. Agnieszka Hojda, pwd. Małgorzata Góral – członkowie komendy.

### Działalność programowo-kształceniowa
Przy chorągwi działają następujące referaty: Referat Zuchowy, Referat Starszoharcerski, Referat Wędrowniczy, Referat Nieprzetartego Szlaku, Krąg Instruktorów i Seniorów im. A. Kamińskiego (od 1995 r. Wcześniej działał KI „Szaniec” 1979–1999. W 1999 r. nastąpiło połączenie się Kręgów.)

### Chorągiew w liczbach (dane z 2008 roku)
Na terenie chorągwi lubelskiej działa 18 hufców, 1 związek drużyn, 10 szczepów, 12 kręgów, 3 harcerskie kluby specjalnościowe i 1 krąg akademicki. Stan organizacyjny na dzień 1 stycznia 2008 roku wynosił 14 drużyn wielopoziomowych, 23 drużyny wędrowniczych, 38 drużyn starszoharcerskich, 92 drużyny harcerskich i 58 gromad zuchowych zrzeszających kolejno 840 zuchów, 1380 harcerzy, 647 harcerzy starszych i 232 wędrowników oraz 305 harcerzy Nieprzetartego Szlaku.

### Znani i zasłużeni dla Chorągwi
- hm. Irena Brzezicka-Bień (1915–2007). Nauczycielka. Druż. XIII ŻLDH im. N. Żmichowskiej przy Gimn. im. Unii Lub. w Lublinie 1930–1932, druż. DH przy SP J. Sadowskiej w Lublinie, skarbnik KH Lublin 1944–1947, k-ntka Szczepu przy SP nr 7 w Lublinie 1968–1970.

- hm. Tadeusz Borowiecki (1902–1958). K-nt Hufca w Siedlcach 1928–1932, p.o. k-nta Chor. Lub. IV–XII 1933, k-nt Chor. 1934–1935, szef GK ZHP 1935–1939, czł. Rady Naczelnej Harc. 1939, czł. Komitetu Naczelnego ZHP na czas wojny (Londyn) 1945–1946, przew. Nacz. Sadu Harc. pgK 1947–1952 (w tym kier. Wydz. Studiów GK ZHP pgK). Jeniec Oflagu VII „a” w Murnau 1939–1945. Po wojnie działacz oświatowy w Wlk. Brytanii.

- hm. Kazimiera Burdzy-Ulanowska (1909–1993). Nauczycielka. Przyboczna k-ntki Hufca w Czortkowie 1923–1927, drużynowa ŻDH przy SP w Trzydniku Dużym 1927–1929, w Osince 1929–1932, we Flisach 1932–1937 i w Barakach Starych 1937–1939. Org. tajnego nauczania w Czortkowie 1940–1945. Czł. KH Bełżyce 1945–1949 i 1956–1958, druż. DZ przy SP 33 w Lublinie 1962–1971.

- hm. Stanisław Jan Dąbrowski ur. 1947 r. Pedagog, redaktor, b. urzędnik samorządowy i Służby Cywilnej. Działacz kultury i Ligi Obrony Kraju. W ZHP od 1957 r. Członek Rady Naczelnej ZHP 1989–1990, sekretarz Naczelnego Sądu Harcerskiego 1990–1993. Współpracownik „Czuwaj” 1995–2002. Od XII 2011 r. instruktor Wydziału Seniorów GK ZHP, Autor m.in. "Słownika biograficznego instruktorów Lubelskiej Chorągwi ZHP 1911-2023" (2024 r.), „Słownika biograficznego lubelskiego harcerstwa 1911–2001” (2001 r.), „Harcerze Lubelszczyzny w wojnie polsko-bolszewickiej 1919–1920” (2009 r.), „Harcerski Lublin 1911–1939” (2012). "Harcerki z tamtych lat..." (2013) i wielu innych. Kronikarz Ogólnopolskich Złazów Seniorów ZHP.

- hm. Mieczysław Dziubek (1927–1981). Nauczyciel. Założyciel i kier. art. Harc. Teatrzyku Kukiełkowego „Gęguś”, Harc. Klubu Filmowego, HK Turystycznego „Kocherek”, założyciel i długoletni k-nt Stanicy NAL w Dąbrowie 1964–1978, druż. DH przy SP nr 8 w Lublinie 1965–1970, k-nt Szczepu jw. 1970–1974, k-nt Rej. Śródmieście 1972–1981, wieloletni czł. kadry Operacji „Magistrala” i „Bieszczady 40”.

- phm. Lesław Eustachiewicz (1913–1998). Dr filologii polskiej, autor podręczników szkolnych. K-nt SzSz „Ula Zboże” w Lublinie XII 1942-VIII 1943. Żołnierz AK „Nerwy”. Aresztowany 21 XI 1944 r. przez NKWD, skazany na śmierć, ułaskawiony przez gen. Rolę-Żymierskiego 24 I 1945 r.

- hm. Maria Furtak-Świtalska (1914–1943) ps. „Skalska”. Druż. VI DH w Lublinie 1930–1934, k-nta Hufca Hrubieszów 1934–1935, Lublin II 1935–1937, Garwolin 1937–1938, czł. Komisji Sprawnościowej Przysposobienia Obronnego KCh 1935–1937, czł. ŻKCh 1935–1939, druż. ŻDH przy SP w Nałęczowie 1938–1939, k-ntka Pogotowia Harcerek Chor. Lubelskiej 1938–1939, czł. tajnej ŻKCh i kier. Wydz. Łączności 1939–1943, k-ntka tajnej Lub. Chor. Harcerek 1943 (aresztowana 2 XI w Dęblinie). Kawaler Krzyża Virtuti Militari.

- hm. Stanisław Główka ur. 1935. Nauczyciel. K-nt Hufca Opole 1962–1965,z-ca k-nta Chor. Lub. 1965–1974, czł. KCh 1965–1987, czł.Prezydium Rady Chor. 1987–1991, przew. Chor. Komisji Hist. 1991–1995.

- hm. Grzązek Piotr (1948–1995). Konsul RP w Monachium 1993–1995, kier. Wydz. Org. KCh 1974–1975, czł. Prezydium Rady Chor. 1975–1978,współorganizator i pierwszy komendant operacji „Magistrala” 1976–1978, k-nt Chor. 1978–1981, z-ca Naczelnika ZHP 1981–1985, czł. Rady Naczelnej ZHP 1981–1989.

- hm. Stanisław Grzesiuk (1912–1994). Nauczyciel. Referent finansowy KCh 1934–1936, czł. KH Hrubieszów 1936–1939, druż. DH im. Zawiszy Czarnego przy SP w Werbkowicach (1938–1939, druż. tajnej DZ w Maszkach 1940–1942 i w Wesołówce 1943–1944, k-nt Hufca Lublin-Wschód 1945–1946, czł. KCh 1947–1950,k-nt Chor. 1949–1950, instr.Chor. Koszalińskiej 1957–1977.

- hm. Kazimierz Kamieniecki ur. 1947 r. Pedagog. Z-ca k-nta Hufca Lublin-Miasto 1974–1975, k-nt Hufca 1975–1978, z-ca k-nta Chor. Lub. 1978–1981, k-nt Chor. 1981–1983, czł. Prezydium Rady Chor. 1985–1990.

- hm. Tadeusz Eugeniusz Kozłowski (1904–1941). W ZHP od 1917 r. Druż. IV DH przy Szk. Tech. w Kowlu 1924–1927, k-nt Hufca Kowel 1927–1932, k-nt Huca Lublin-Powiat 1932–1933, z-ca k-nta Chor.Lub. i kier. Wydz. Org. 1933–1935, k-nt Chor. 1935–1938, k-nt Pogotowia Harc. KCh 1939, k-nt tajnej Chor. Lub. 1939–1941. Aresztowany przez Gestapo 31 III 1941 r. Więzień Zamku Lub., i Oświęcimia. Zagazowany 23 IX 1941 r.

- hm. Jerzy Kwieciński (1924–1994). Czł. Kom. Chor. Lub. 1945–1950,kier. Wydz. Gosp. KCh 1945–1947,z-ca k-nta Hufc Lublin-Wschód, k-nt Hufca Lublin-Śródmieście 1948, po k-nt Huca Lublin-Zachód 1948–1949, kier. Wydz. Harc. KCh 1957−1958, k-nt Hufca Lublin, z-ca przew. ChKR 1958–1959, czł. CKR 1959–1972, 1992–1994, z-ca przew. CKR 1972–1981, przew. CKR 1981–1990.

- hm. Kazimiera Malon ur. 1938 r. Nauczycielka. Druż. DZ przy SP w Niezdowie 1958–1990, Namiestnik Zuchów KH Opole Lub. 1958−1960, k-ntka Rej. KH Opole 1963–1973, z-ca k-nta Hufca Opole 1967–1974, kier. Ref. Zychów KH Opole 1974–1980, czł. Wydz. Zuchowego KCh 1976–1980, czł. Komisji Instr. Chor. 1989–1991, czł. Sądu Harc. Chor. 1991–1992. Dwunastokrotna zdobywczyni tytułu Mistrzowskiej Drużynowej Zuchów.

- hm. Halina Rosiecka-Gogolin ur. 1940 r. Nauczycielka. Kier. Ref. Harc. KH Lublin-Miasto 1963–1968,z-ca k-nta Hufca Lublin-Miasto 1967–1968, k-ntka Rej. LSM 1975–1980.

- hm. Dymitr Senatorski (1908–1943). Druż. II LDH im. Zawiszy Czarnego przy Szkole Lub. 1933–1934, k-nt Hufca Lublin II 1933–1934, kier. Działu Wych. Harc. KCh 1935–1936, sekretarz ZO ZHP 1936–1938, inspektor harcerstwa Kuratorium Lub. 1937–1939, druż. I LDH im. W. Łukasińskiego przy Gimn. im. Staszica w Lublinie 1938, p.o. k-nta Chor. 1938–1939, wizytator GK ZHP „Ula Zboże” 1941-V 1942. Aresztowany 15 VIII 1942 w Warszawie, torturowany w Alei Szucha i na Majdanku, gdzie zmarł 12 marca.

- hm. Antoni Sikora (1906–1992). Nauczyciel. Druż. DH w Pilaszkowicach 1926–1933, k-nt Hufca Krasnystaw 1936–1938, 1939–1941, 1945–1946. Żołnierz września 1939, AK i BCh ps. „Smolarz”, org. tajnego nauczania w Rybczewicach 1941–1944. K-nt Hufców Harcerzy w Lublinie 1947–1948, wizytator KCh. Harcerzy 1948–1949. Instr. Wydz. Zuchów KCh 1960–1980, przew. Komisji Instr. Chor. 1982–1989.

- hm. Maria Skiba ur. 1931. Nauczycielka. Intr. Centr. Szkoły Inst. Zuchowychw Cieplicach 1957–1967, czł. Rady Programowej CSI GK ZHP w Załęczu Wlk. 1982–1988, czł. Rady Chor. Lub.1985–1989.

- hm. Kazimierz Tomiłło (1916–1983). Czł. KH Lublin II 1934–1935, druż. IV LDH przy Gimn. Mat. Przyr. w Lublinie 1936–1938, z-ca k-nta Chor. 1940–1941, k-nt Chor. „Ula Zboże” 1942, z-ca k-nta Chor. 1945–1946, druż. I LDH Żegl. 1946–1948, kier. Wydz. Drużyn Specjalnościowych KCh 1947–1948, skarbnik i kier. Wydz. Org. KCh 1948. W 1948 przeniesiony do KCh Krakowskiej, KH Zakopane.

- hm. Ryszard Towalski (1923–1996). Druż. II DH i. J. Poniatowskiego w Puławach 1938–1939, czł.AK 1940–1943, więzień Gestapo w Kazimierzu Dln., Zamku Lub., Majdanka, Gross-Rosen i Flossenburga 1943–1945. K-nt Hufca Puławy 1945–1946 i 1957−1960, instr. KH W-wa Mokotów 1946–1948, k-nt szczepu w Puławach 1960–1983, czł. Rady Nacz. ZHP 1960–1964. Autor książki: „Harcerstwo na ziemi puławskiej 1916–1947” (1996), inicjator budowy ośrodka harcerskiego w Puławach.

- hm. Stanisław Arkadiusz Tryczyński ur. 1944 r. Inżynier. Z-ca Kier. Wydz. Mł. Harc. KCh 1967–1972, z-ca k-nta Chor. 1972–1975, k-nt Chor. 1975–1978 i 1983–1985, czł. Ray Nacz. ZHP 1977–1981 i 1985–1989, współinicjator i pierwszy organizator harcerskiej operacji „Magistrala”, wielokrotnie w latach 1975–1983 pełniąc na niej funkcję komendanta zgrupowania, współautor „Słownika biograficznego lubelskiego harcerstwa 1911–2001” (2001 r.).

- hm. Marianna Alina Wdowiak (1928–2001). K-ntka Lub. Chor. 1957–1965, czł. Prezydium i Rady Nacz. ZHP 1956–1968, czł. Rady Chor. 1965–1972.

- hm. Czesław Wojciechowski (1934-zm.). Druż. XII DH przy Liceum Handl. w Kraśniku 1949–1950, z-ca k-nta Hufca Kraśnik 1967–1970, czł. Komisji Instr.Chor. 1970–1985, przew. KIH Dzieżkowice 1975–1977, 1980–1988.

- hm. Aleksander Wojno (1901–1999). Czł. DS przy Tow. Gimn. „Sokół” w Lublinie 1915–1916, zast. I Druż. Junackiej im. T. Kościuszki przy Fabryce Wag Hessa w Lublinie 1916–1917, czł. I LDH im. W. Łukasińskiego 1917–1918, służba ochotnicza w Harc. Kompanii Marszowej (org.punktu werbunkowego) 1919–1920, druż. X LDH im. gen.Hallera przy SP Kiedrzyńskiego w Lublinie 1922–1924, druż. VII LDH im. A. Małkowskiego przy Szkole Budownictwa w Lublinie 1929–1931, czł. Komendy Chor. 1933–1936, k-nt Hufca Lubartów 1937, k-nt Hufca Lublin 1938, czł. Pogotowia Harcerzy 1939, z-ca k-nta Lub. Chor. Harcerzy 1939–1940, więzień Sachcenhausen i Dachau 1940–1945 (nr obozowy 22740), org.drużyn harc. w amerykańskiej i francuskiej strefie okupacyjnej Niemiec i Austrii, k-nt Okręgu Południowego ZHP p.g.k. w Niemczech oraz inspektor harcerstwa w kuratorium szkolnym w Monachium 1945–1946, czł. CKR ZHP, czł. KCh Lub. 1957−1958. Przew. Komitetu Odrodzenia ZHP w Lublinie 1990–1991.

- hm. Bolesław Zimmer (1914–2002). Dr nauk humanistycznych. Czł. KCh 1935–1939 i 1945–1949, kier. Wydz. Personalnego KCh 1935–1936, St. Harc. KCh 1937–1939, k-nt Szarych Szeregów obwodu chełmskiego i krasnostawskiego 1940–1941, więzień Zamku Lubelskiego 1939–1940 i 1946, kier. Wydz. Kształcenia KCh 1947–1949, kier. Lub. Składnicy Harc. 1946–1947, z-ca k-nta Chor, 1947–1948 i 1957–1959. Autor książek: „Harcerstwo Lubelszczyzny” (1986), „Harcerskie sylwetki Lubelszczyzny 1911–1939” (1991), „Harcerskie środowiska Lubelszczyzny 1911–1939” (1991).

### Inni znani harcerze, instruktorzy i działacze harcerscy
- gen. bryg. Tadeusz Alf-Tarczyński (1889–1985). Pisarz, humanista. Czł. krakowskiego „Sokoła”, Drużyn Strzeleckich i Związku Walki Czynnej. D-ca 5 Pułku Piechoty Legionów 1914, k-nt garnizonu POW w W-wie 1918, w okresie wojny polsko-bolszewickiej szef sztabu 5 Dywizji Piechoty. Adiutant Piłsudskiego 1924–1926. W l. 1936–1938 d-ca 17 Wielkopolskiej Dywizji Piechoty w Gnieźnie, a w l. 1938–1939 z-ca d-cy Dowództwa Okręgu Korpusu nr II w Lublinie. W l. 1943–1946 był z-cą k-nta i wykładowcą w Centrum Wyszkolenia Artylerii w Wielkiej Brytanii. Współzałożyciel i wieloletni prezes Instytutu Józefa Piłsudskiego w Londynie. Kawaler Orderu Virtuti Militari. Przewodniczący Zarządu Okręgu ZHP w Lublinie 1938–1939.

- Konrad Bielski (1902–1970). Prawnik, poeta, prozaik. Dziekan Wojewódzkiej Rady Adwokackiej, prezes Lubelskiego Oddziału Związku Literatów Polskich. Druż. I LDH im. W. Łukasińskiego przy Gimn. im. Staszica w Lublinie 1921. Współautor „Lucifera” – pisma studentów UL (KUL) i mies. literacko-artystycznego „Reflektor” w Lublinie 1924–1925.

- płk Romuald Bielski (1899–1944). Uczestnik walk niepodległościowych w latach 1919–1920. W 1939 r. żołnierz AK ps. „Bej”. Kier. zapasu w Dowództwie Saperów, potem internowany w Rumunii. We Francji w Szefostwie Saperów. W Wlk.Brytanii kier. ref. w Szefostwie Motoryzacji i Broni Pancernej, następnie w Sztabie 1 Korpusu Polskiego. Od lipca 1942 r. w Sztabie 2 Korpusu Polskiego. 17 grudnia 1943 r. przeniesiony do dyspozycji Oddziału VI Sztabu NW, po czym we Włoszech przygotowany do pracy konspiracyjnej. Zrzucony w nocy z 29/30 maja 1944 r. do dyspozycji Wydziału Broni Szybkich Oddziału III KG AK. Zginął w powstaniu warszawskim. Działacz TPH od 1927 r., pilot Chor. Lub. 1933–1936, sekr. KH Puławy 1936–1937. Kawaler Virtuti Militari.

- phm. prof. dr hab. Janina Opieńska-Blauth (1895–1987). Biochemik UMCS. W harc. od 1913 r. (Lwów). K-ntka Organizacji Skautek w Krakowie 1917–1918, uczestniczka II powstania śląskiego 1920, inspektorka lotna Insp. Harc. Okręgu Górnego Śl. 1920–1921, czł. NRH 1921, kier. Wydz. Kształcenia Przodownic GK ZHP 1921–1922, czł. KI „Szaniec” im. A. Kamińskiego przy KCh Lublin 1980–1987. Autorka oprac. „Polskie harcerki w dziesięcioleciu 1911–1921”.

- hm. Róża Błeszyńska (1895–1950). W junactwie od 1916, drużynowa 7 DH w Lublinie 1921–1922, sekretarka i czł. KCh Harcerek w Lublinie 1921–1923, 1939–1944 ps. „Skała”, 1944–1947; k-ntka KCh 1923–1925, 1927–1928, 1935–1939; kier. ref. progr. KCh 1925–1926; k-ntka Hufca Lublin I 1925–1927 i Krasnystaw 1933–1935.

- ks. hm. Jan Bogudziński (1907–1958). Czł. Wydz. Pers.-Org. Lub. KCh 1934–1935 i referent zagraniczny 1935, czł. KH LublinII 1934–1935, kier. Wydz. Skarbowego KCh 1937, Hufcowy KH Lublin II 1937–1938 i KH Lublin I 1938–1939.

- hm. Ewa Bojar (ur. 1949). Prof. zw. Politechniki Lubelskiej, dziekan Wydziału Zarządzania, prorektor ds. nauki 1996–2002. Czł. Ref. kultury przy KH Lublin-Miasto 1980–1990, druż. 183 LDH przy SP 40 w Lublinie 1985–1990.

- hm. Rafał Bojar (ur. 1944) s. Józefa (1911–2004), k-nta Hufca Zamość 1946–1948, mąż Ewy. Dr nauk med. Były aktor kabaretu „Dren 59”. Z-ca ordynatora w Klinice Chiryrgii i Traumatologii Dziecięcej DSK w Lublinie. Czł. Referatu Kultury KH Lublin-Miasto 1984–1986, sekretarz Komisji Instr. Hufca 1986–1989, drużynowy 39 LDH „Vita” przy VI LO 1985–1993, przew. KI „Węzeł” 1986–1995.

- dr Stanisław Bryła. (1888–1939). Prawnik. Działacz społeczny, starosta przasnyski 1919–1923, wicewojewoda lubelski 1923–1926, prezes Sądu Okręgowego w Lublinie 1937–1939. Czł. Komitetu Obrony Lublina w 1939 r. Zamordowany na lubelskim kirkucie 23 XII. Wiceprzewodniczący Zarządu Okręgu Lubelskiego ZHP 1938–1939.

- hm. Hanna Bulewska (1896–1982). Nauczycielka Szk. Handl. Vetterów w Lublinie. Druż. DH w Skierniewicach 1929–1930, k-ntka Mazowieckiej KCh Harcerek 1930–1932, kier. Wydz.Zuchów KCh Maz. 1932–1934, k-ntka KH Lublin I 1935–1937, zast. drużyny instr. przy ŻKCh 1937–1939, od 1942 r. instr. służby sanitarnej Pogotowia Harcerek Lub. Sz.Sz. ps. „Skała”, k-ntka Lub. Chor. Harcerek 1945–1947, kier. Ref. Zuchowego KCh 1947–1948, instr. KH Lublin-Śródmieście 1957–1959.

- Juliusz Du Chateau (1887–1955). Potomek jednego z oficerów napoleońskich. Inż. rolnik, agronom. Prezes Okręg. Tow. Organizacji Kółek Rolniczych w Hrubieszowie. Zarządca majątku ziemskiego w Ślipczu, właściciel majątku w Strzelcach. Jego imieniem nazwano Muzeum Regionalne w Hrubieszowie. Czł. KH Hrubieszów 1928–1934, przew. Komitetu Przyjaciół Harcerstwa w Hrubieszowie 1930–1932.

- hm. Józef Ciszek (1904–1942). Prawnik, nauczyciel Szkół Budownictwa w Lublinie, działacz młodzieżowy ruchu ludowego i sportowego. Współzałożyciel 8 LDH im. T. Kościuszki (później J. Piłsudskiego)w Lublinie 1919, druż. 7 LDH 1922–1925 i 1927, p.o. k-nta Chor. Lub. 1932–1933, kier. Wydz. WF i PW KCh 1928–1934, kier. Wydz. Org. KCh 1932–1933, 1936–1937, kier. Wydz. Gosp. KCh 1933–1936, w l. 1937–1939 instr. KCh Łódź, org. tajnej DH w Lublinie 1939–1940. Czł. ZWZ i AK w Lublinie 1939–1941. Więzień Zamku Lub. i Oświęcimia (nr 23531) 1941–1942.

- ppor. Kazimierz de Collrtenay (Baudouin de Courtenay) (1899–1919) s. Jana. WP 36 p.p. k.k.m. Zmarł 5 marca w wyniku odniesionych ran w walkach pod Skusłowem k. Lwowa. Druż. III LDH im. R. Traugutta przy Szkole Handlowej Vetterów 1916–1917. Czł. Komendy Okręgu XII „a” IX 1917–1919. Pochowany na cm. wojskowym przy ul. Białej w Lublinie.

- płk Emil Czapliński (1892–1976). Działacz Tatrzańskiego Tow. Narciarskiego i Tow.Gimn. „Sokół”, czł. I Akademickiego Patrolu Skautowego UJ w Krakowie 1911–1912, przyb. a nast. druż. IV KDS „Zarzewie” 1912–1914, kier. Wydz. Kół Przyjaciół Harcerstwa ZO ZHP w Lublinie 1936–1939, czł. Rady Przyjaciół Harc. przy KCh Lub. 1945–1947. Kawaler Krzyża Virtuti Militari 1921.

- hm. Magdalena Anna Czerwińska-Krawczyk (1923–2004). W ZHP od 1933 r. KH Biała Podlaska, druż. ŻDH Łączności w Lublinie 1943–1945, k-ntka Ż. Hufca Lublin II 1945–1947, k-ntka Lub. Chor. Harcerek 1948–1949, z-ca k-nta Chor. 1949–1950, instr. Wydz. Kształc. KCh Kraków 1957, drużynowa DH w Krakowie 1957−1958.

- ks. hm. Marian Dąbski (1896–1960). Kapelan II DH im. J. Sułkowskiego przy Zakł. Sierot Wojennych w Turkowicach 1928, Kapelan GK ZHP 1934–1935, kapelan Lub. KCh 1936–1937 i Hufca Harcerek Hrubieszów 1937–1938, k-nt Hufca Hrubieszów 1937–1938).

- gen. bryg. Jerzy Dobrodzicki (1884–1934). D-ca 2 Pułku Strzelców Podhalańskich, w wojnie polsko-bolszewickiej d-ca 5 Pułku Piech. 1 Bryg. Leg. a nast. d-ca 18 Dyw. Piech. W l. 1929–1934 D-ca Okręgu Korpusu II Lublin. Przew. ZO ZHP w Lublinie 1931–1934. Po śmierci – Honorowy Przew. ZO ZHP Lublin. Kawaler Krzyża Virtuti Militari.

- Mieczysław Dzierżykraj-Rogalski (1889–1952). Nauczyciel, dyplomata. W 1944 został dyrektorem Dep. Konsularnego MSZ. Deputowany do KRN 1945–1947, poseł zw. i minister RP w Norwegii 1946–1948. Od 1916 r. pracował jako nauczyciel w Lublinie, a nast. na Uniw. Lubelskim 1918–1919. W l. 1928–1930 sekr. poselstwa RP w Bukareszcie, a nast. konsul RP na terenie Prus Wsch. Podczas okupacji ukrywał się na Lubelszczyźnie. Kilkakrotnie aresztowany i więziony. Zał. i druż. DH im. W. Łukasińskiego przy SP w Nałęczowie 1915, czł. Okr. K-ndy Skautowej 1914–1915, k-nt Okręgu męskiego POS w Lublinie 1916–1917, k-nt Miejskiego Obwodu Lub. ZHP Okręgu XII „a” 1917, przew. Rady Wyk. Okręgu XII „a” XI 1917–1919.

- hm. prof. zw. Tadeusz Dzierżykraj-Rogalski (1918–1998). Antropolog, paleopatolog. Dziekan Wydziału Lekarskiego Zakładu Antropologii UMCS 1951–1953. Od 1962 prof. w Zakładzie Antropologii Śródziemnomorskiej PAN. Powstaniec warszawski ps. Mściwój”: harcerz-drużynowy konsp. grupy ppor. rez. Henryka Mittaka i plutonowy łączności szybkiej 4 komp. łączn. „K-4” por. J.S. Stawińskiego na Żoliborzu. W 1937 r. delegowany przez GK ZHP do szkolenia polskich harcerzy we Francji i Belgii. Kier. Wydz. Ogólnego a nast. Wydz. Prasy i Propagany KCh w Lublinie 1945, k-nt Chor. Lub. 8 V 1945 – 1 IV 1949, czł. KCh 1949–1950. Sprawiedliwy wśród Narodów Świata 1994.

- prof. hm. Wit Boguwola Felczerek-Klonowiecki (1902–1971). Nauczyciel akademicki KUL (prawo adm.). Żołnierz 201 Pułku Piechoty 1920. W harcerstwie od 1912 r., czł. Wydz. Wyk. Okręgu XII „a” ZHP w Lublinie 1917–1919, druż. I LDH im. W. Łukasińskiego 1918, druż. II LDH im. Zawiszy Czarnego przy Szk. Lub. 1919, czł. Inspektoratu Okręgu Lub. ZHP 1919–1920, k-nt Hufca Lublin-Powiat 1919–1921 i 1925–1930, sekretarz Tymczasowego ZO ZHP 1921, k-nt Lub. Chor. ZHP 1926–1927 i 1928–1930 (1927–1928 służba wojskowa), czł. Referatu regulaminów GK ZHP 1929–1933, współpracownik Referatu statutowo-regulaminowego GK ZHP 1930–1933.

- hm. Lesław Gnot (1928–2004). Dziennikarz, współzałożyciel i redaktor naczelny „Kuriera Lubelskiego” 1957–1981. Czł. DZ i DH przy SP im. Sz. Konarskiego we Lwowie 1937–1940, czł. tajnej DH w Stalowej Woli 1940–1944, druż. III DH im. B. Chrobrego w Stalowej Woli 1944−1946, namiestnik zuchów KH Stalowa Wola 1946–1947, kier. Wydz.Zuchów, czł. KCh Wrocław 1947–1948, założyciel Komitetu Odnowy Harcerstwa i czł. KCh Koszalin 1956–1957, założyciel i red. dodatku Kuriera Lub. „Na Tropie” 1957–1980.

- pwd. prof. dr hab. Kazimierz Goebel (ur. 1940). Prorektor 1984–1987, 1990–1993, Rektor UMCS (1993–1999). Druż. I „C” LDH im. W. Łukasińskiego przy Gimn. im. S. Staszica w Lublinie 1956–1958, instr. Centrum Wyszkolenia Morskiego GK ZHP w Gdyni, pilot KC 1958−1961.

- phm. Zofia Gołębiowska-Grochowska (1900–1995). W harcerstwie od 1917 r. Druż i ŻDH im. E. Plater przy Szk. Handl. Vetterów w Lublinie 1919, VI ŻDH im.E.Szczanieckiej przy Szk. A. Radzikowskiej w Lublinie 1921–1923, XII DH 1924–1925, k-ntka ŻKH Lublin 1923–1924, przyb. k-ntki Chor. 1923–1925, k-ntka Chor. 1925, czł. ŻKCh 1926–1927. W 1927 r. urlopowana do Brześcia n. Bugiem.

- hm. Teofil Zdzisław Gołębiowski (1900–1979). Adwokat. Przyb. k-nta Hufca Lublin 1918–1919, żołnierz 19 Pułku Ułanów Wołyńskich 1919–1921, k-nt Huca Lublin-Powiat 1921–1925, zał. IX LDH im. K. Pułaskiego przy Gimn. Staszica w Lublinie 1921, druż. I LDH im. W. Łukasińskiego 1922, z-ca k-nta Chor. 1923–1925, k-nt Chor. 1925–1926, kier. Wydz. Org. KCh 1926, przew. Obwodu KPH Lublin 1938–1939.

- ks. Kazimierz Gostyński (1884–1942). Założyciel i I dyrektor Gimn. i Liceum im. J. Zamojskiego w Lublinie. Czł. tajnej lubelskiej Komendy Skautowej 1915–1916, czł. Komendy XV Okręgu Męskiego POS 1916–1917, czł. Komendy Lubelskiego Okręgu ZHP XII „a” 1917–1919, z-ca przew. ZO ZHP 1931–1934. Aresztowany w XI 1939 r., więziony na Zamku Lubelskim, a następnie w obozie koncentracyjnym Dachau i tam 5 V 1942 r. zagazowany.

- hm. płk Jerzy Górnicki (ur. 1926). Prezes ZO Związku Kombatantów RP i Byłych Więźniów Politycznych w Lublinie. Drużynowy 10 LDH przy SP 3 i Namiestnik Zuchów KH Lublin 1945–1947, kier. Inspektoratu Harc. Drużyn Pożarniczych przy KCh 1957–1980. Czł. Lub. Środow. SzSz, czł. Kręgu Instr. i Seniorów przy KCh od 1980 r.

- hm. ppłk Wiktoryn Grąbczewski (ur. 1929). W l. pięćdziesiątych związany z Wojskowym Zespołem Estradowym „Gęgorek” w Lublinie. Założyciel i kolekcjoner jedynego w Polsce i drugiego na świecie prywatnego muzeum diabełków (W-wa Mokotów). Honorowy obywatel Łęczycy. Namiestnik Zuchów KH Lublin-Zachód 1957, z-ca kier. Wydz. Zuchów KCh 1957–1959.

- phm. Kazimierz Grochowski (1897–1945). Czł. Lub. Komendy Junackiej 1915–1916, druż. V LDH im. T. Kościuszki przy Szk. Rzemiosł St. Seroczyńskiego 1918, k-nt Hufca Lublin 1919–1920, d-ca Lub. Bat. Harc. 1920, k-nt Lub. Chor. Harcerzy 1921–1925, czł. Tymczasowego ZO Okręgu Lub. ZHP 1921. Autor publ. „O drogę harcerstwa” 1924. Więzień obozu koncentracyjnego Neugame.

- phm. HO, doc. dr hab. Jan Gurba (ur. 1929). Archeolog, konserwator zabytków. Kier. Biblioteki Głównej UMCS 1970–1974, prodziekan i dziekan Wydz. Humanistycznego UMCS 1987–1990. Kanclerz Kapituły Orderu Białego Kruka ze Słonecznikiem. Druż. I „e” LDH im. W. Łukasińskiego przy LO im. St. Staszica w Lublinie 1947–1948, druż. DH im. B. Krzywoustego przy SP 18 w Lublinie 1948–1949, k-nt Hufca Lublin-Zachód 1957–1961, k-nt Szczepu „Błękitnej Jedynki” przy LO jw. 1961−1963.

- hm. Alojzy Leszek Gzella. (ur. 1932). Dziennikarz, sekretarz redakcji „Kurier Lubelski” 1978–1981, redaktor naczelny „Dziennik Lubelski” 1990–1996. Powstaniec warszawski (harcerska poczta powstańcza Jurka Białego ul. Wilcza), sekretarz KH w Lubawie 1947–1948, kier. Ref. HSI KH Lublin-Wschód, druż. DH im. SzSz przy SP 11 w Lublinie 1957–1961. Red. dodatku „Kuriera Lub.” – „Na Tropie” 1957–1981. Autor książki „Oni bronili Lublina”.

- prof. zw. Walenty Hartwig (1910–1991). Lekarz internista, endokrynolog. Brat Edwarda (1909–2003) znanego fotografika i Julii – pisarki, poetki. Powstaniec warszawski, leczył z ran żołnierzy batalionu harcerskiego „Zośka” i „Parasol” m.in. rannych w Akcji pod Arsenałem „Alka” – Macieja Dawidowskiego i Jana Bytnara – „Rudego”. Autor wielu prac naukowych i publikacji. Czł. PAN. Drużynowy I LDH „Błękitnej Jedynki” 1926–1928, przyboczny k-nta Chor. Lubelskiej 1928–1930.

- ks. hm. Stanisław Hładuniak vel Hładuniuk (1909–1942). Jego imieniem nazwano jedną z ulic Dęblina. K-nt Hufca Dęblin 1934–1938. Kapelan ZHP Diecezji Podlaskiej 1938–1939. Za działalność w ruchu oporu w l. 1939–1942 trzykrotnie odznaczony Krzyżem Walecznych.

- phm. (por. piech. rez.) Jan Iglatowski (1902–1939) – komendant Hufca Kowel 1929–1930, drużynowy VII LDH Żegl. w Lublinie 1930–1932, czł. Komisji Prób KCh 1932–1933, kier. Wydz. PW i WF KCh 1933–1934, dowódca 1. kompanii (harcerskiej) Ochotniczego Batalionu Obrony Lublina, poległy 16 września w Rurach Jezuickich.

- hm. Danuta Jankowska-Magierska (1910–1984). Bibliotekarka. Czł ŻDH przy Gimn. im. Unii Lub. w Lublinie 1921–1923, przyb. ŻDH im. N. Żmichowskiej 1924–1925, druż. XI LDH im. M. Konopnickiej przy SP 9 1928, kier. Ref. Progr. Chor. Lub. Harcerek 1929–1930, k-ntka KH Harcerek Lublin I 1931–1933, kier. Ref. Kształc. Chor. Harcerek 1933–1934 i 1946–1948, k-ntka Hufca „Wędrowniczek” 1938–1939, k-ntka Lub. Chor. Harcerek 1935–1936 i 1941–1943 ps. „Aniela”, „Weronika”, czł. Pogotowia Harcerek „Koniczyna” 1939, współpracowniczka KCh 1956–1958.

- hm. Zofia Juszczak-Idziaszek (1905–1989). W ZHP od 1920 (Trembowla), druż. DH w Biskupicach k. Lublina 1938–1939, k-ntka Chor. Harcerek 1947–1948.

- ks. prof. zw. Piotr Kałwa (1893–1974). Biskup lubelski 1949–1974. Wybitny znawca prawa kanonicznego, kościelnego i rzymskiego. Kapelan Lubelskiej Chor. ZHP 1933–1935, czł. Zarządu Okręgu 1934–1935.

- Zygmunt Kałużyński (1918–2004). Dziennikarz, wybitny krytyk filmowy, eseista i publicysta. Mąż Julii Hartwig. Absolwent Wyższej Szkoły Teatralnej w Łodzi 1949. Współredaktor telewizyjnego programu „Perły z Lamusa”. W l. 1928–1936 był czł. I LDH w Lublinie „Błękitnej Jedynki”.

- hm. Marian January Karwacki (1909–1943). Prawnik. Druż. I Żegl. DH im. K. Pułaskiego przy Gimn. im. A. Czartoryskiego w Puławach 1927–1929, kier. Ref. Skarb. KCh 1933–1935, kier. Ref. Ogóln. KCh 1935–1936, z-ca k-nta Chor. 1936–1942. Org.tajnego harc. „Hufce Polskie” w Lublinie 1940–1941. Aresztowany w Krakowie 1942, zginął w Oświęcimiu 1943.

- hm. ppor. Stanisława Kiewel-Witkowska (1922–200.). Naczycielka, działaczka ZNP. Przew. Woj.Rady Zw.Zaw. w Lublinie. Czł. IV LDH, przyboczna DZ przy Gimn. s. Urszulanek w Lublinie 1936–1939, czł. zast. „Wędrowniczek (Lucyny Górskiej), łączniczka i kurierka ZWZ AK, a nast. WSK Okręgu Lub. AK 1940–1944, k-ntka Hufca Harcerek Lublin III 1945–1948, czł. KCh Harcerek 1945–1949, czł. KI „Szaniec” 1980–1999. Autorka opracowań z dziejów lubelskich harcerek w okresie okupacji.

- Grażyna Kierszniewska (1924–1940). Bohaterka b. Chorągwi Zamojskiej (1975–1998). Czł. ŻDH przy Gimn. im. M. Konopnickiej w Zamościu 1937–1939. Aresztowana przez Gestapo 5 V 1940 r. za konspiracyjną działalność ojca – oficera AK. Rozstrzelana 8 VII w Rotundzie Zamojskiej.

- Józef Kisielewski. Przyboczny I DH im. J. Poniatowskiego w Turkowicy 1926, druż. VI LDH im. Sz. Konarskiego przy SN w Lublinie 1930–1931, druż. DH im. A. Małkowskiego w Woli Korybutowej 1936, p.o. k-nta Chor. Lub. IX 1944 – 10 I 1945.

- phm. prof. zw. Marian Klamut. Ur. 1930 r. Radiolog, filozof medycyny. Rektor Akademii Medycznej w Lublinie 1991−1996. Z-ca k-nta Hufca Lublin-Zachód 1957−1958.

- hm. Piotr Kołodziejek (1907–1983). Czł. 28 DH w W-wie od 1922 r., druż. I DH im. T. Kościuszki przy SP 1 we Włodawie 1930–1931, p.o. k-nta Hufca Włodawa-Powiat 1931–1933, k-nt 1933–1940, czł. KCh 1957–1959. Więzień Zamku Lubelskiego i obozu Sachsenhausen (Oranienburg) 1940–1945, czł. KI „Szaniec” im. A. Kamińskiego przy KH Lublin 1980–1983.

- Tadeusz Korolko (1893–1941). Prawnik. Działacz niepodległościowy. Więzień Zamku Lubelskiego w 1914 i 1940 r. Sybirak 1914–1918. Wiceprezes Sądu Okręgowego w Lublinie 1937–1939. Obrońca Lublina w 1939 r. Czł. Rady Politycznej Sztabu Okręgu Służby Zwycięstwu i ZWZ. Więzień obozów koncentracyjnych w Oranienburgu i Dachau 1940–1941 i tam zagazowany. Założyciel I patrolu skautowego w Lublinie, I drużynowy „Błękitnej Jedynki” 1911, czł. tajnej Komendy Skautowej 1912–1914, czł. POW ps. „Wilk”, brał udział w wojnie polsko-bolszewickiej 1919–1920, czł. Zarządu Okręgu ZHP 1936–1937.

- hm. Stanisław Kostrzewa (ur. 1954). Pedagog. K-nt Szczepu i druż. DH przy SP 74 we Wrocławiu 1975–1978, kwatermistrz Hufca Wrocław – Psie Pole 1978, kier. Wydz. Harc. KCh Wrocław 1978–1979, z-ca k-nta Chor. Wrocławskiej 1979–1982, k-nt ChSI w Zaklikowie 1982–1988, z-ca k-nta Chor. Lub. 1983–1986, k-nt Chor. Lub. 1987–1989.

- hm. Jadwiga Kowalska (ur. 1946). Nauczycielka. W l. 1954–1957 czł. OH, czł. XV LDH im. M. Świtalskiej przy SP nr 8 w Lublinie, czł. i zastępowa DH przy TChem. w Lublinie 1960–1965, druż. jw. 1965–1967, druż. DZ i DH „Czerwone Maki”, z-ca k-nta Szczepu przy SP nr 6 w Lublinie 1970–1974, k-ntka Rej. Hufca Lublin M. 1974–1975, z-ca k-nta Szczepu HSPS przy IV LO 1975–1980, k-ntka Rej. LO 1976–1980, z-ca k-nta Hufca Lublin-Miasto 1979–1980, 1986, kier. Ref. Turystyki KCh 1980–1981, druż. XIX LDH „Wagabundy” 1981–2000, czł. Rady Chor. 1985–1989, przew.Zesp. Kadry Kształcącej KCh 1994–1996, przew. Ref. Seniorów i Starszyzny Harcerskiej KCh od 1999 r., k-ntka Kręgu Instr. i Seniorów przy KCh od 2000 r. Odzn. m.in. SKZ (1984) i ZKZ dla ZHP (1997).

- hm. Krawczyk Jerzy (ur. 1945). Czł. DH przy Liceum Pedagogicznym w Chełmie 1957–1959, przyboczny drużynowego DH przy I LO im. S. Czarnieckiego w Chełmie 1959–1963, instr. KH Morąg 1965–1966, instr. etat. KH Chełm 1966–1968, społeczny 1968–1970, przew. Kom. Rew. KH Chełm 2000–2010, czł. Sądu Harc. Chor. Lub. 2006–2008, przew. SHCh od 2008 r., k-nt Hufca Chełm od 2010 r.

- phm. dr Mieczysław Kseniak (ur. 1944). Dyrektor Muzeum Wsi Lubelskiej w Lublinie. Czł. I LDH im. W. Łukasińskiego w Lublinie 1958–1962, druż. DH przy SP 1 w Lublinie 1959–1961, druż. DH przy PDD na Starym Mieście w Lublinie 1961−1963, czł. AKI przy KCh 1963–1957.

- dr med. Mirosława Anna Kuncewicz-Mazurkowa (1896–1982). Działaczka niepodległościowa. Założycielka żeńskiego skautingu w Lublinie. Drużynowa I ŻDS im. E. Plater przy Szk. Handl. W. Kunickiego 1911–1912, pierwsza druż. II ŻDS im. T. Kościuszki przy Gimn. H. Czarnieckiej w Lublinie 1912–1914, druż. III ŻDH im. Królowej Jadwigi przy Gimn. W. Arciszowej w Lublinie 1917, k-ntka I Obwodu XII „b” Okręgu ZHP VI 1918 – VIII 1919.

- ćwik Krzysztof Kurzątkowski (1925–1989). Artysta malarz. Żołnierz – aktor Teatru WP w Lublinie 1944–1945. Czł. XIII LDH przy SP 9 w Lublinie 1935–1937, zast. IV LDH im. J.Zamoyskiego w Lublinie 1937–1939, czł. Sz.Sz. zastępu „Rysi” J. Najmoły 1940–1944, czł. harc. oddziału partyzanckiego „Szarugi” 1944.

- hm. Marian Leszczyński. K-nt Chor. Lub. Harcerzy 10 I 1945 – 8 V 1945, z-ca k-nta Chor. 1945–1946.

- hm. Tadeusz Lewacki (1906–1974). Nauczyciel, dyr. Gimn. im. St. Staszica w Lublinie. Czł. DH im. St. Batorego w Kijowie 1918–1920, zast. I DH im. J. Poniatowskiego w Równem 1922–1924, druż. II DH im. T. Kościuszki przy Szkole Kolejowej w Równem 1924–1926, przyboczny k-nta Hufca, p.o. k-nta Hufca w Równem 1926, kier. Wydz. Kadr KCh Mazowieckiej 1931, k-nt Hufca Grójec 1931–1932, k-nt Hufca Lublin I 1934–1936, kier. Wydz. Personalno-Org. KCh Lublin 1936–1937, kier. Ref. Pożarnictwa KCh 1937–1938, k-nt IV Hufca „Błękitnej Jedynki” 1938–1939, k-nt Hufców Lub. Harcerzy 1939, czł. KCh Lublin 1945–1949, kier. Działu Ogólnego KCh 1947, z-ca k-nta Chor. 1947–1948, kier. Wydz. Org. KCh 1948–1949, kier. Ref. Osobow. KCh 1958.

- hm. Michał Stefan Lisowski (1906–1940). Nauczyciel. Założyciel DH im. K. Chodkiewicza przy SP w Czemiernikach 1929, k-nt Hufca Radzyń Podlaski 1937–1940. Aresztowany za prowadzenie tajnego harcerstwa 9 VI 1940 i rozstrzelany wraz z grupą 14 radzyńskich harcerzy 5 VII 1940 r.

- phm. kpt. Janina Łotocka-Gajewska (zm. 2002). Lekarz medycyny. Harcerka, czł. Rady Głównej Opiekuńczej, łączniczka Sz. Sz., WSK AK Okręgu Lubelskiego 1940–1943, uczestniczka powstania warszawskiego (łączniczka i d-ca druż. łączności w oddziale „Kilińskiego”), więźniarka Stallagu IV „B” Milberg nad Łabą 1944–1945. W VI-VII 1943 r. w m. Szewnia gm. Adamów uratowała 30 osieroconych dzieci Zamojszczyzny od śmierci i ew. wywózki do Niemiec.

- ks. kan. phm. Aleksander Miszczuk. (ur. 14 II 1905 r. w Gdeszynie pow. Hrubieszów, zm. 2 III 1982 r. w Nałęczowie). W parafii pw. św. Jana Chrzciciela w Nałęczowie przebywał w l. 1947–1982 pełniąc m.in. f. proboszcza. Druż. DH w Hrubieszowie (lata dwudzieste XX w.), czł. DSH w Sem. Duch. w Lublinie (lata trzydzieste), k-nt Hufca Krasnystaw 1932–1936, kapelan KH Krasnystaw 1937–1939, sekretarz Ligi Morskiej i Kolonialnej w Krasnymstawie, członek PCK, radny Miasta Krasnystaw. Więzień obozu Dachau (1940–1945), kpt. armii USA, czł. KOR LOK Nałęczów 1957–1982. Odznaczony m.in. KKOOP, Krzyżem Walecznych.

- Tadeusz Młodkowski (1887–1960). Działacz oświatowy, senator RP 1935–1936. Druż. skautów w W-wie 1912–1914, czł. Naczelnej Komendy Polskiej Organizacji Skautowej 1914, organizator I DH im. W. Łukasińskiego w Nałęczowie 1915 i środowiskowej DS im. T. Kościuszki w Puławach 1916, k-nt Obwodu Puławskiego POS 1916, organizator żeńskiej DH im. E. Plater w Puławach 1918, d-ca Harc. Bat. w Warszawie 1919–1920, kier. Wydz. Wojskowego Naczelnego Inspektoratu Harcerskiego w W-wie 1919–1920. Kawaler Krzyża Virtuti Militari.

- Tadeusz Moniewski (1901–1939). Dyr. Gimn. im. St. Staszica w Lublinie 1930–1939. Czł. DH przy Szk.Filologicznej Zygmunta hr. Wielopolskiego w W-wie 1916–1918, czł. warszawskiej Rady Drużynowych 1918, opiekun III DH im. J. Piłsudskiego przy Gimn. im. hetmana Żółkiewskiego w Siedlcach 1922–1930 i „Błękitnej Jedynki” w Lublinie 1930–1939. wiceprzew. ZO ZHP w Lublinie 1934–1937, kier. Wydz. Propagandy i Prasy KCh 1936–1937. Więzień Zamku Lub., rozstrzelany 23 XII 1939 r. na Kirkucie.

- hm. Stanisław Moskwa (1906–1942). Czł. II LDH, kurier harcerski w wojnie 1920 r., zast. V LDH im. T. Kościuszki przy Szkole Rzemiosł w Lublinie 1924, druż. j.w. 1929, k-nt Hufca Lublin II 1937, Lublin V 1938, druż XX LDH im. H. Dąbrowskiego przy Szk. Zaw. w Lublinie 1939, org. tajnego Hufca Lublin 1939. Aresztowany za działalność harcerską 28.08.1941, więziony na Zamku Lub. do 12.05.1942, a nast. zagazowany w Oświęcimiu (nr 35229).

- phm. Zbigniew Muszyński (ur. 1929). Inż. mech. Czł. kadry kierowniczej Huty Stalowa Wola 1949–1959, FSC Lublin 1960–1970, dyr. Ośrodka Badawczo-Rozw. Sam. Dost. w Lublinie 1971–1982. Wiceprezydent m. Lublin 1991–1993, radny m. Lublin 1991–1998. Druż. DH w Kobylance gm. Gorlice 1946–1947, druż DH w Pławie KH Stalowa Wola 1947–1949, czł. KH Stalowa Wola 1948–1949, k-nt Hufca Stalowa Wola 1957−1958, czł. KI „Szaniec” i KIiS przy KCh Lublin od 1980 r.

- hm. Zofia Naramowska-Kruszewska (1901–1981). Nauczycielka. Czł. I ŻDS Lublin 1913, druż. I ŻDH im. E. Plater przy Szk. Handl. w Lublinie 1918–1919, IV ŻDH im. E. Szudnickiej przy Szk. A. Radziszewskiej 1920, druż. VIII ŻDH im. Z. Chrzanowskiej przy SN w Lublinie 1920–1925, p.o. k-ntki Chor. Harcerek IV–XI 1923, czł. Lub. Chor. Harcerek 1925–1929, k-ntka Hufca Harcerek w Lublinie 1927–1929, k-ntka Hufca Harcerek w Chełmie 1930–1932, czł. ZO ZHP w Lublinie 1935–1939, czł. Zesp. Kadry Kszt. KCh Harcerek 1948–1949.

- hm. Aleksander Nikończuk Anik-Nikończuk (1905–1971). Nauczyciel, poeta. Druż. I DH w Radzyniu Podl. 1924–1925, k-nt Hufca Biała Podlaska 1928–1933, druż. III DH im. Lisa Kuli przy SP 3 w Białej Podl. 1929–1930, Namiestnik Zuchów KH 1933–1939. Więzień obozów koncentracyjnych 1940–1945, k-nt Chor. „Bałtyk” Harcerzy w Fuldzie (Niemcy) 1945–1946, k-nt Okręgu Południowego ZHP w Niemczech 1946–1947, inst. Chor. Dolnośląskiej 1948–1949. Po 1956 r. instr. zuchowy i harcerski. Autor wielu piosenek harcerskich i art. o harcerstwie. Współpracownik A. Kamińskiego.

- phm. Maria Nowakowska-Bryda. Druż. VII ŻDH w Lublinie 1918–1919, k-ntka I Hufca Harcerek w Lublinie 1919–1922, inspektorka Okręgu XII „b” ZHP w Lublinie VIII 1919 – 23 V 1921, k-ntka Lub. Chor. Harcerek 17 III 1921 – IV 1923.

- hm. Maria Jadwiga Nowicka (1898–1972). Nauczycielka historii. Czł. II Ż. patrolu skautek (zastęp Miry Kuncewicz) 1911, plutonowa I druż. junackiej w Lublinie 1913–1917, plut. IV ŻLDH im. Królowej Jadwigi i czł. Rady Wykonawczej Chor. XII „b” 1917–1918, druż. II ŻDH przy Gimn. H. Czarnieckiej w Lublinie, czł. Lub. Inspektoratu XII „b” 1919–1920, k-ntka Ż. Hufca Lublin 1920–1922, druż. XVII ŻDH w Lublinie 1924–1925, czł. KCh Harcerek 1930–1931, 1935–1937, 1946–1949, 1957−1958. Czł. ZO ZHP 1938, czł. Pogotowia Harcerek 1939–1940, kier. kolportażu prasy, łączniczka WSK AK 1941–1944, kier. Ref. Kształc. KCh Harcerek 1947–1948. Autorka książki: „Junactwo i początki skautingu w Polsce”.

- hm. Longin Jan Okoń (ur. 1927). Poeta, prozaik, krytyk literacki, etnograf i pedagog. Twórca Stowarzyszenia Miłośników Ziemi Chełmskiej. Prezes Lubelskiego Oddziału Związku Literatów Polskich 1995–1998. Na wniosek plemienia Mohawków został członkiem Międzynarodowego Ruchu Obrony Praw Indian. Kawaler Orderu Uśmiechu. W ZHP od 1936 r. Czł. KH Chełm 1957–1970, k-nt Hufca Chełm 1960–1961.

- Marek Okopiński (1929–1992). Aktor, reżyser. Dyrektor teatrów: „Nowego” w Łodzi, Zielonej Górze, Poznaniu, „Wybrzeże” w Gdańsku, „Polskiego” we Wrocławiu, im. Horzycy w Toruniu, „Rzeczpospolitej” i „Dramatycznego” w Warszawie. Czł. II LDH im. Traugutta przy Gimn. Vetterów 1945–1949, k-nt Hufca Lublin-Śródmieście 1949–1950.

- gen. dyw. Bruno Edward Olbrycht (1895–1951). M.in. D-ca bat. 8 PP Legionów w Lublinie 1918–1921, d-ca 8 Pułku Leg. 1923–1927, k-nt Centrum Wyszkolenia Piechoty w Rembertowie 1930–1936, 1938–1939, 1946–1947. Więzień oflagów: II B Arnswalde, Hohnstein, Konigstein i Johannisbrunn 1939–1942. Czł. komendy Gł. AK 1943–1945. D-ca Warszawskiego Okręgu Wojsk. 1946. Przew. KPH przy II Chełmskiej DH (SN w Chełmie), czł. ZO ZHP w Lublinie 1923–1925, czł. Zarządu Obwodu Zamojskiego ZHP 1936–1937, fundator i budowniczy stanicy harcerskiej w Rebizantach 1937. Kawaler Orderu Virtuti Militari.

- hm. RP, por. Pior Olewiński (1895–1962). Współtwórca ruchu skautowego, zasłużony instr. harcerski, działacz niepodległościowy i społeczno-gospodarczy, poseł (BBWR) do Sejmu RP 1928–1930, prezydent m. Pińsk 1931–1934, senator RP 1935–1938. Prezes Izby Rolniczej w Lublinie 1938–1939. 11 grudnia 1911 r. podpisał najstarszy dokument lubelskiego skautingu o założeniu I Lubelskiej DS im. W. Łukasińskiego. K-nt Okręgu Stołecznego ZHP 1916–1917, kier Wydz. Prowincjonalnego GK ZHP 1916–1917, delegat GK ZHP na Zjazd Lubelski 1918, szef GK ZHP 1917–1918. Uczestnik III Zjazdu NRH w Zwierzyńcu 1919, Naczelnik ZHP 1919–1920, d-ca komp. 201 pp w wojnie 1920 r. (dwukrotnie ranny), wiceprzew. ZHP 1921. Czł. Komisji Hist. przy GK ZHP 1957−1958, czł. HKI „Wigry” przy GK ZHP 1957–1962. Kawaler Orderu Virtuti Militari.

- phm. Władysław Olędzki (1892–1944). Nauczyciel. Współzałożyciel Junactwa na Lubelszczyźnie 1913, druż. V LDH im. T. Kościuszki przy Szk. Rzemiosł St. Seroczyńskiego w Lublinie 1915–1916, druż. III LDH im. R. Traugutta przy Szk. Handl. Vetterów w Lublinie 1917, k-nt Okręgu Lubelskiego Junactwa 1915–1918, czł. prezydium Okręgu Komendy POS 1916–1917, k-nt Insp. Lub. XII „a” ZHP IX 1919 – VII 1920, czł. Naczelnej Rady Harcerzy 1929–1933, k-nt Chor. Mazowieckiej 1932–1937, org. i I k-nt Sz.Sz. na Wileńszczyźnie 1939–1941, wizytator GK Sz. Sz. ps. „Paricki” 1943–1944, k-nt „Ula Wisła” 1944.

- hm. ppor. Romuald Orżanowski (1914–1939) – drużynowy II DH im. K. Pułaskiego przy Gimn. A. Czartoryskiego w Puławach 1929–1932, założyciel zast. żegl. DH przy SP w Puławach 1932–1933, z-ca pilota KCh Lublin 1933–1935, pilot Chorągwi 1935–1936, czł. kierownictwa Harc. Drużyn Żeglarskich przy GK ZHP 1936–1939, czł. Wydz. Żegl. GK ZHP 1936–1939, czł. Rady Akademickiej Kręgu St. Harc. „Kuźnica” w W-wie 1938–1939, oficer 51 pal, poległ 29 września 1939 pod Aleksandrowem na Zamojszczyźnie.

- hm. Henryk Ostrowski (1919–1995). K-nt 22 Szczepu Harc. w W-wie 1938–1939, k-nt Hufa i GS Sz. Sz. W-wa Grochów i Praga 1941–1943. Odbity z rąk Gestapo w Akcji „Pod Arsenałem” w marcu 1943, p.o. k-nta Chor. Lub. 1943, aresztowany ponownie 6.12.1943 w Zemborzycach pod Lublinem, więzień obozów koncentr. Majdanka i Oświęcimia. Przew. AKI w Monachium 1947–1949, kier. Wydz. Wędrowników KCh „Wisła” w Niemczech 1949, k-nt Chor. polskich harcerzy w Australii 1952–1965, 1970–1979.

- hm. dr Lesław Paga (1954–2003). Ekonomista. Pracownik naukowy UMCS i KUL. Doradca Ministra Finansów 1989–1990, pierwszy przew. 1991–1994 i dyr. Biura 1990–1991 Komisji Papierów Wartościowych, prezes firmy Deloitte&Touche Polska 1994−2003. Druż. I LDH „Błękitnej Jedynki” 1968–1972, przew. Międzyuczelnianej Rady SKI ZHP w Lublinie 1972–1977, przew. Ogólnopolskiej Rady SKI ZHP 1977–1978.

- hm. Boguchwał Panas (1903–1985). Lekarz. W ZHP od 1916 r. Żołnierz 201 Pułku Piech. Leg. 1920. Druż. VII LDH im. A. Małkowskiego przy Szk. Lub. 1921–1922, kie. Wydz. Wizytacji KCh W-wa 1928–1930, czł. KH Rawicz 1930–1937, kier. Wydz. Zdrowia GK ZHP 1937–1939 i KCh w Łodzi 1947–1950.

- Michał Pieszko (1890–1969). Nauczyciel, regionalista. Organizator harcerstwa i turystyki na Zamojszczyźnie. Druż. I DS im. T. Kościuszki przy Gimn. w Zamościu 1917–1918, przew. Komitetu Obrony Narodowej pow. Zamojskiego 1920, k-nt Hufca Zamość 1921–1928. Autor: „Przewodnik po Zamościu i okolicy” (1934), „Zamość 1809” (1931).

- phm. Fryderyk Plattner (1890–1928). Przy. K-ndy Lwowskich DS 1914, Druż. III Lwowskiej DS im. D. Czachowskiego 1916–1917, druż. DH im. T. Kościuszki w Biłgoraju 1917–1918 i w Pułtusku 1918, czł. Wydz. Harc. Pogot. Młodz. przy Nacz. Insp. Harc. Polskiego 1918–1919, czł. Komisji Osob. GK ZHP 1921–1922, instr. KH Biłgoraj 1921–1923 i KH Zamość 1923–1926.

- Stefan Plewiński (1866–1939?). Ziemianin. Organizator i działacz junactwa. Założyciel i I prezes Banku Spółdzielczego w Bychawie 1906. Założyciel OSP w Krzczonowie 1907. Radny Dumy Guberni Lubelskiej 1907–1914. Red. nacz. dwutygodnika „Szkoła Polska” w Lublinie 1915–1918. Współtwórca i czł. Rady Zarządzającej „Straży Kresowej” 1918–1923. Założyciel DJ w Krzczonowie, a nast. przy Szk. Rzemiosł w Lublinie 1913, przew. Naczelnej Komendy Drużyn Junackich i czł. Okr. K-ndy Skautowej 1913–1916, czł. K-ndy XV Okręgu POS w Lublinie 1916–1917, czł. K-ndy Okręgu XII „a” 1917–1919, Inspektor Okręgowy ZHP w Lublinie XI 1918 – IX 1919.

- hm. Franciszek Pokryszka (ur. 1921). Radny PRN w Ząbkowicach Śl. 1950–1974, Naczelnik Gminy Ząbk. Śl. 1974, z-ca Naczelnika 1975–1983. Czł. DH im. płk. Leopolda Lisa-Kuli przy SP w Łabuniach k. Zamościa 1933–1935, czł. DH przy Gimn. w Zamościu 1935–1938. Żołnierz 5 komp. 4 Obw. BCh Tomaszów Lubelski 1943–1945. Współorganizator i opiekun DH im. T. Kościuszki w Wadochowicach na Śląsku 1945–1947. Instr. KH Ząbkowice Śląskie 1973–1975. „Instruktor Roku 1986” Chor. Wałbrzyskiej. Kawaler Orderu Virtuti Militari.

- por. Wacław Policzkiewicz (poległ 1920) – członek I patrolu skautowego w Lublinie 1911, założyciel i drużynowy II LDS w Lublinie 1912–1914, komendant POW w Lublinie ps. „Wacek”, „Prądzyński”, „Migurski”, „Wacław Ordon”, zastępca dowódcy 1 kompanii w 1 Pułku Piechoty Legionów 1918–1920, kawaler Orderu Virtuti Militari.

- Janina Porazińska (1882–1971). Pisarka, autorka licznych książek dla dzieci, współzałożycielka i gł. redaktorka „Płomyka” w 1917 r. Członkini Naczelnej Komendy Junackiej i Komendy Junackiej w Lublinie 1914–1915.

- phm. Zygmunt Rafał Puławski (1901–1931). Pilot, inż. mech., konstruktor samolotów PZL-I-VII i SP „Skaut”. Czł. III LDH im. R.Traugutta przy Szk. Handl. Vetterów w Lublinie 1916–1920 (druż. 1919–1920), plut. 1 komp. Harc. Baonu Wartowniczego w Lublinie 1920, instr. KCh Lublin 1921–1927.

- hm. Helena Remiszewska-Pawłowska (1895–1984). Nauczycielka. W harcerstwie od 1911 r.(Przemyśl). Instr. ds harcerstwa Kuratorium Okręgu Szkolnego w Lublinie i kier. Ref. Progr. KCh Harcerek 1930–1931, czł. KCh 1930–1935, z-ca k-ntki Chor. 1931–1932, k-ntka Chor. 20 IV 1932 – 11 X 1935, czł. ZO ZHP 1934–1935, czł. Łódzkiej KCh Harcerek 1946–1948 i Mazowieckiej KCh 1948 i 1957. Autorka oprac. „Historia Lub. Chor. Harcerek 1911–1939”.

- dr Antoni hr. Roztworowski (1871–1934). Ziemianin, inż. rolnictwa, filozof, działacz społeczny. Właściciel majątku Kębło k. Nałęczowa, prezes Tow. Akcyjnego Cukrowni „Milejów”, współorganizator Towarzystwa Szkoły Lubelskiej i Katolickiego Uniwersytetu Lubelskiego. Szambelan papieski. Czł. Zarządu Okręgu ZHP w Lublinie 1921–1923.

- ks. hm. Tomasz hr. Rostworowski (1904–1974). Powstaniec warszawski. Druż. 2 DH w Lublinie 1920–1921, kier. Stow. Starszoharc. księży Jezuitów w Lublinie 1935–1936, hufcowy I Hufca Harc. w Wilnie i kier. Wydz. Drużyn KCh Wileńskiej 1937–1939, kapelan Chor. Wileńskiej 1939, druż. 5 DH (SzSz) w Wilnie 1941–1942, kapelan SzSz w Warszawie 1943–1944. Kawaler Orderu Virtuti Militari.

- hm. Stanisław Rudy (ur. 1948). Nauczyciel. Dyr. Zamojskiego (Wojewódzkiego) Domu Kultury w Zamościu. Druż. DH przy SP w Rogowie 1967–1969, k-nt Rej. Stary Zamość 1969–1972, z-ca k-nta Hufca Zamość 1972–1973, k-nt Hufca 1973–1975, z-ca k-nta Chor. Zamojskiej 1975–1978.

- hm. Tadeusz Sagadyn (ur. 1933). Nauczyciel, długoletni inspektor oświaty. W ZHP od 1946 r. Z-ca k-nta Hufca Hrubieszów 1956–1965, 1967–1975, druż. DH przy SP w Skromowcach Małych 1957–1961, k-nt Hufca Hrubieszów 1965–1967, czł. Prez. Rady Chor. Zamojskiej 1975–1978, przew. KR Chor. Zamojskiej 1978–1998, przew. RK Chor. Lub. od 1999.

- hm. dr Włodzimierz Saran (1933–1999). Politolog, n. akademicki UMCS. Kier. Wydz. Zuch. KCh 1959−1960, z-ca k-nta Chor. 1959–1961, kier. Wydz. Org. GK ZHP 1961−1966, z-ca Nacz. ZHP 1966–1972, czł. Prez. RN ZHP 1966–1973, przew. CKR 1977–1981.

- płk Aleksander Sarkisow (1909–1994). Inżynier budowlany. Czł. 1923–1928, przyb. 1928–1929 i druż. I DH im. J. Poniatowskiego przy Gimn. Ogól. im. S. Czarnieckiego w Chełmie 1929–1931. K-nt Hufca Chełm 1939–1940. K-nt I Rej. Obw. AK Lublin, d-ca harc. oddziału partyzant. AK „Szaruga” 1942–1944. Więziony w l. 1945–1948 za przynależność do AK. Kawaler Orderu Virtuti Militari.

- Jan Sikorski (poległ w 1916 r.). Organizator pierwszych, tajnych oddziałów skautowych pod nazwą Organizacja Polskich Wywiadowców w Lublinie 1912, kier. „Zarzewia” na obszarze lubelskim 1912–1914, druż. II DH im. Zawiszy Czarnego przy Szk. Lub. (Gimn. im. St. Batorego) 1912–1913, k-nt Naczelnej Komendy POS w Piotrkowie Trybunalskim 1915–1916.

- hm. Maria Skorupska-Daszkiewicz-Korybut (1902–1993). W harcerstwie od 1915 r. Organizatorka DH w Łucku 1918, k-ntka Ż. Hufca w Wilnie 1922, k-ntka Łuckiej KCh Harcerek 1923–1924, instr. 1934–1937, a nast. z-ca kier. Wydz. Zagr. GKŻ ZHP 1937–1939, k-ntka Lub. Chor. Harcerek 1943–1945.

- hm. Władysław Smoleński (1910–1941). Nauczyciel. Druż. DZ w Perspie 1930–1932, czł. KH Tomaszów Lub. 1932–1937, Namiestnik Zuchów 1937–1938, kier. Ref. Prasowego i Skarbowo-Gosp. KCh 1938–1939 i przew. Kręgu Rady Instr. Zuchowych KCh 1937–1938, z-ca k-nta Chor. 1939–1941 ps. „Jan Bukała”. Aresztowany w Chełmie 3.04.1941. Więzień Zamku Lub. i Oświęcimia. Zagazowany.

- hm. Aleksander Strycharzewski (1906–1991). Zasłużony Nauczyciel RP, działacz sportowy. Zast. i przyb. „Czarnej 13” wileńskiej 1923–1926, druż. DH w Hermanowicach 1926–1929, w Drni 1929–1930 i w Święcianach 1930–1935 (drużynowy Janka Krasickiego), k-nt Hufca Święciany 1930–1935, druż. DH w Szczuczynie Lidzkim 1935–1936, druż. DH i k-nt Hufca w Nowogródku 1936–1939, druż. DH przy Liceum Pedag. i k-nt Harc. Klubu Sportowego przy KCh Lublin 1945–1949, kier. Wydz. WF KH Lublin 1945–1948, czł. KI „Szaniec” 1978–1986.

- Wiktor Strzembosz (zm. 1923). P.O. dyr. Gimn. w Będzinie 1905–1906, dyr. Gimn. im. S. Staszica w Lublinie 1919–1923). Czł. Okręgowej K-ndy Skautowej 1913–1916, Naczelnik Okręgu Lub. Junactwa 1915, z-ca Inspektora Okręgu Lub. ZHP 1919.

- Jan Szczawiej (1906–1983). Nauczyciel, poeta, publicysta. Druż. DH w Chełmie 1923–1929, współzałożyciel i red. nacz. harc. mies. „Nasz hufiec” 1925–1929, druż. DZ i DH przy SP w Irenie 1930–1939. W l. 1939–1944 czł. kierownictwa ROCH i red. czasopism konsp.

- hm. Henryk Jerzy Szcześniewski (1910–2003). Org. i druż. DH im. T. Kościuszki w Krynicach k. Tomaszowa Lub. 1935–1937, czł. Kręgu Rady Instr. Zuch. KCh 1936–1939, k-nt Hufca Zamość 1937–1939, współpracownik GK Sz.Sz. 1941–1942, więzień Majdanka (nr 3948) 1942–1944, k-nt Harc. Brytyjskiej Strefy Okupacyjnej w Niemczech 1945–1946, k-nt Chor. „Żurawie” w Niemczech 1945–1947, czł. Nacz. Rady ZHP pgK 1946–1947, sekr. ZO ZHP we Francji 1948–1950, czł. ZG ZHP we Francji 1970–1973, czł. Sądu Harc. ZO ZHP we Francji od 1980 r.

- Ewa Szelburg-Zarembina (1899–1986). Pisarka. Inicjatorka budowy Szpitala Pomnika Centrum Zdrowia Dziecka w Warszawie, I Kanclerz Kapituły, Dama „Orderu Uśmiechu”. Zastępowa 1912–1916, a nast. drużynowa (1916–1917) I ŻDH im. E. Plater przy Szkole Handlowej W. Kunickiego w Lublinie, założycielka (1915) drużyn harcerskich w gimnazjum Sobolewskiej i Radzikowskiej, oraz w 1916 r. III LDH im. Królowej Jadwigi przy Gimn. W. Arciszowej w Lublinie, Przewodnicząca Rady Wykonawczej Okręgu Harc. XII „b” 29 XI 1916 – VI 1918. Pochowana w Nałęczowie. Na wniosek hm S. Dąbrowskiego w 2001 r. odznaczona pośmiertnie zł. Krzyżem Zasługi ZHP.

- hm. prof. zw. Adam Szember (1920–2010). Prof. dr hab. Akademii Rolniczej w Lublinie, prezes Lub. Tow. Naukowego 1976–1983. Przed wojną działacz ZHP w Gdyni, w czasie wojny żołnierz AK w Zamościu, członek Komendy Hufca w Zamościu 1944–1945, członek Komendy Chorągwi w Lublinie 1945–1947 i 1956–1958, Hufcowy Hufca Lublin-Centrum 1946–1947, Kier. Wydz. Drużyn KCh 1945, Wydz. Hufców KCh 1944–1947, Wydz. Org. KCh 1957−1958.

- hm. Mieczysław Szewc-Stagrowski (1909–1986). Długoletni dyr. LO w Radzyniu Podlaskim. K-nt Chor. Lub. 24 X 1930 – VI 1932, druż. DH im. B. Chrobrego w Lublinie 1931–1932, kier. Wydz. Propagandy KCh 1931–1933, Wydz. Progr. KCh 1933–1935, Wydz. Kształcenia Starszyzny KCh 1935–1936, Wydz. Wych. Harcerskiego 1936–1937, Wydz. Zuchów 1936–1938, Drużyn 1936–1938 i Harcerzy 1938–1939. Druż. X LDH im. B. Krzywoustego przy SP Kiedrzyńskiego w Lublinie 1932–1935, k-nt Hufca Lublin III 1937–1938, org. tajnej KCh „Ula Zboże” 1939, więzień Zamku Lub. za działalność harcerską 1939–1940, k-nt Hufca Radzyń Podlaski 1945–1948, 1957−1958.

- hm. Małgorzata Szewczyk (1907–1990). Druż. XIII ŻDH im. N. Żmichowskiej przy Gimn. Unii Lub. w Lublinie 1924–1928, druż. DH w Kszczonowie 1928–1931, w Wólce Lub. 1932–1938, DZ w Lublinie 1938–1939, czł. KCh Harcerek 1928–1936, 1946–1949, org. Pogotowia Harcerek 1939, z-ca szefa Służby Sanitarnej ZWZ AK w Lublinie 1942−1943, więzień Zamku Lubelskiego, szef Działu Kształcenia KCh Harcerek 1945–1947, instr. KCh 1947–1948, z-ca k-ntki Chor. 1948–1949.

- hm. Lucjan Świetlicki (ur. 1931). Historyk, regionalista. Wieloletni nauczyciel i dyrektor SP im. M. Kopernika w Piastach 1951–1984, radny GRN. Org. i prezes Regionalnego Stow. Przyjaciół Piask. Autor kilkunastu książek i publikacji regionalnych. Drużynowy DZ i DH przy SP w Piaskach 1956–1970.

- ks. phm. A. książę Świętopełk-Mirski. Czł. Kręgu St. Harc. im. Piotra Skargi przy KUL (lata 20.).

- hm. Jan Trzpil (1902–1942). Nauczyciel matematyki. Przyb. Naczelnika ZHP 1925–1926, kier. Wydz.Ogóln. GK ZHP 1926–1928, Zagranicznego 1928–1930, Drużyn Polskich Zagranicą 1930–1932, instr. Radomskiej KCh 1932–1934, kier. Wydz. Drużyn Specjalnościowych Lub. KCh 1935–1936, czł. KH Lublin II 1934–1936, k-nt Hufca Lublin I 1936–1937, kier. Ref. Org. KCh 1935–1937, z-ca k-nta Chor. 1937–1939, czł. GK ZHP 1938–1940. Szef Harc. Służby Łączn. Obrony Lublina w 1939 r. Aresztowany 2.5.1942 r.w W-wie, zginął w Oświęcimiu 21.6.1942 r.

- kpt. pil. Tadeusz Turek (1920–1993). Walczył w Polskiej Brygadzie Podhalańskiej o Narwik, później we Francji i Anglii. Pilot w 609 Dywizjonie RAF, d-ca eskadry Laytonu. Po wojnie nauczyciel chemii i dyrektor Szkoły Highfield Priory e Preston. Członek Rady Miejskiej Preston 1976–1993. Drużynowy I LDH „Błękitnej Jedynki” 1938–1939.

- hm. Kazimiera Tyszka-Świętochowska (1902–1993). W ZHP od 1917 r., druż. VIII DH w W-wie 1924–1925, sekr. KCh Warszawskiej 1928, czł. KCh 1928–1932, k-ntka Chor. Mazowieckiej Harcerek 1932–1937, kier. Wydz. Skarb.Gospodarczego GK ZHP Harcerek 1934–193., Naczelniczka Harcerek XII 1944-V 1945, czł. Tymczas. Nacz. Rady Harc. 1945, czł. GK Harcerek 1946–1948, Sekretarz Generalny NRH 1956–1958, przew. Centr. Komisji Weryfikacyjnej GK ZHP 1958–1959, czł. RN ZHP 1956–1961. Kier. Wydz. Ogrodów Jordanowskich w Warszawskim Tow. Ogr. Jord. 1935–1937, kier. Wydz. Progr. ZG TOJ 1937–1939. O okresie okupacji czł. Rady Głównej Opiekuńczej. W l. 1944–1945 sekr. gen. KC OM TUR oraz czł. ZG TPD. Poseł KRN 1945–1947 i Sejmu Ustawodawczego 1947–1952. p.o. K-ntki KCh Harcerek w Lublinie 1936.

- hm. Janina Tyszkiewicz (1910–1940). Nauczycielka. Druż. II ŻDH im. K. Hoffmanowej (od. 1928 r. im. Jadwigi Tajszerskiej) przy SN w Chełmie 1928–1929, druż. III ŻDH im. P. Maciejewskiej przy Szk. Handl. w Chełmie 1929–1933, k-nt Hufca Dęblin-Irena 1934–1937, 1939–1940, druż. I ŻDH im. M. Konopnickiej przy SP 2 w Dęblinie 1935–1936, org. Pogotowia Harcerek w Dęblinie 1939–1940, szefowa harcerskich lączników i wywiadowców ZWZ AK w Dęblinie. Więźniarka Zamku Lubelskiego. Rozstrzelana na Rurach Jeziuckich i tam pochowana 29 VI 1940.

- phm. Zbigniew Urych (1920–2000). Energetyk. Uczestnik wojny obronnej 1939 r., żołnierz 8 pp. Legionów. Więzień NKWD i UB. Naczelny inż. budowy elektrowni w Skawinie, Kombinatu Górniczo-Energetycznego w Turoszowie, kierownik budów „Petrochemii” Płock, rafinerii w Gdańsku i Huty „Katowice”. Zast. I LDH im. W. Łukasińskiego w Lublinie 1934–1937, druż. jw. 1937–1938, k-nt BS Sz.Sz. w Lublinie III-XII 1943, k-nt „Ula Zboże” XII 1943-VIII 1944, czł. Kręgu St. Harc. „Wodnik” przy Politechnice Gdańskiej 1946–1948.

- hm. Julian Wadas (ur. 1920). Druż. VII DH we Włodzimierzu Wołyńskim 1938–1939, K-nt Hufca Lublin-Centrum 1945–1947, wizytator drużyn KCh 1946, instr. szkoleniowy KCh 1946–1947, kier. Wydz. Kadr i Org. KCh 1947–1948.

- hm. Maria Walciszewska (1902–1941). Nauczycielka. Czł., zastępowa, druż. I ŻDH im. T. Kościuszki w Przemyślu 1918–1922, instr. KCh Harcerek we Lwowie 1919–1924, Hufcowa H. Lublin 1927–1928, kier. Wydz. Org. Lub. KCh Harcerek I-XI 1928, 1938–1939, skarbnik KCh 1932–1935–1938, k-ntka Lub. KCh Harcerek 15 XI 1928 – 20 IV 1932, 1939–1941, szefowa łączniczek ZWZ AK Okr. Lub. 1940–1941 (aresztowana 18 II 1941). Więzień SS w „Domu pod Zegarem”. Kawaler Orderu Virtuti Militari.

- phm. HO, prof. zw. Tadeusz Wilgat (1917–2005). Założyciel i wieloletni Kier. Zakładu Hydrografii Instytutu Nauk o Ziemi UMCS. Autor setek prac naukowych i popularnonaukowych. Autor poręczników z zakresu kartografii i geografii astronomicznej. Jeden z twórców Roztoczańskiego i Poleskiego Parku Narodowego. Czł. 1928–1934, drużynowy 1945–1946 a nast. k-nt Hufca „Błękitnej Jedynki” w Lublinie 1946–1949.

- hm. por. Roman Wiszniowski (1920–1989). Szóstkowy, przyb. Gr. Wilczków przy SP w Stanisławowie 1927–1931, zast. przyb. druż.DZ przy VII DH jw. 1932–1935, instr. ds szkolenia KH Stanisławów 1938–1939,druż. Sz.Sz. „Awangarda” IX-XII 1939,org. grup harc. w obozie pracy NKWD, w Armii gen. Andersa w Rosji i Anglii 1941–1943. „Cichociemny” ps. Irys, Opacz, Harcerz; d-ca oddziału nasłuchu radiowego AK we Lwowie 1943–1945; więzień NKWD w Workucie 1945–1955. Przew. KI przy FSC w Lublinie, kier. Ref. Szkolenia i czł. KH Lublin-Wschód 1957−1958, przew. KI „Czerwone Berety” 1971–1979, sekr. a nast. przew KR Hufca Lublin-Miasto 1974–1984. Kawaler Orderu Virtuti Militari.

- Jan Witkiewicz Koszczyc (1881–1958). Architekt, pedagog, dyrektor szkoły, konserwator zabytków. Autor wielu projektów domów użyteczności publicznej, w tym, w stylu zakopiańskim m.in. w Nałęczowie, Kazimierzu Dln. i w Warszawie. Autor projektu willi Olgi Małkowskiej tzw. „Pustelni” w Czorsztynie. Stryj malarza i dramaturga Stanisława Witkiewicza „Witkacego”. Założyciel i pierwszy druż. DH im. Kazimierza Wlk. przy Szkole Rzemiosł Budowlanych w Kazimierzu Dln. 1917–1924.

- phm. Książę Adam Korybut Woroniecki (1878–1949). Dominikanin O. Jacek. Prof. filozofii i teologii, jeden z najwybitniejszych polskich naukowców, myślicieli, moralistów. Rektor KUL 1922–1924. Czł. władz naczelnych Polskiej Organizacji Skautowej 1916, kapelan Okręgu XII „a” 1919–1929, czł. Inspektoratu Okręgu Lub. ZHP 1919–1921. W czasie wojny polsko-bolszewickiej w 1920 r. – Dowódca Okręgu. VII 1920 – 23 V 1921, Przew. Zarządu Oddziału Lub. ZHP 23 V 1921 – III 1923, czł. Naczelnej Rady Harcerzy 1921–1929.

- hm. Władysław Wójtowicz (1902–1978). Prawnik. Sędzia sądów we Włodzimierzu Wołyńskim, Chojnicach i Lublinie. Czł. 1918, druż. I LDH im. W. Łukasińskiego w Lublinie 1921, druż. IX LDH im. K. Pułaskiego przy Gimn. im. St. Staszica 1921–1922, k-nt Hufca Lublin 1924–1925, druż. VIII LDH im. T. Kosciuszki 1928, p.o. k-nta Chor. Lub. 7 VII 1926 – 15 IX 1926, IV 1927 – 24 IV 1928, czł. KCh 1926–1932, z-ca k-nta Chor. 1929–1931, kier. Wydz. Kształc. KCh 1931–1933, k-nt Chor. VI 1932 – 31 XII 1932.

- phm. HO Janusz Marek Wyszkowski (1930–2005). Dziennikarz, regionalista, przewodnik turystyczny. Czł. DH przy SP 21 w Lublinie 1938–1939, zast. i przyb. drużynowego VII LDH im.A. Małkowskiego w Lublinie 1944–1947, przyb. i druż. III LDH Żegl. im. Władysława IV w Lublinie 1947–1948, instr. Zespołu Pilota KCh 1956–1972. Czł. Kręgu Instr. i Seniorów przy KCh 1995–2005.

- Stanisław Zawadzki. Org. DH im. E. Plater i DH im. T.Kościuzki w Puławach 1921, instr, Lub. KCh 1921–1923, druż. IDHw arnach 1924–1925 i IDH w Brześciu w l. trzydziestych, z-ca k-nta Chor. Brzeskiej 1926, k-nt Chor. Poleskiej 1926–1933, kier. Wydz. Kursów i Obozów KCh 1933–1934, instr. objazdowy Chor. Poleskiej 1934–1938.

- Jan Ziemski (1920–1988). Artysta malarz. Druż. IV LDH im. J. Zamojskiego przy Gimn. Mat. Przyr. w Lublinie 1938–1939.

- Henryk Zwolakiewicz (1903–1984). Artysta malarz, grafik, etnograf, bibliofil, kolekcjoner. Dyrektor SP 15 1928–1936, SP 20 1939–1945, Lic. Sztuk Plast. 1950–1951. Czł., zastępowy 1920–1921, druż. II LDH im. T. Kościuszki w Zwierzyńcu 1921–1923.

- płk br. panc. Marian Żebrowski – oficer 7 Pułku Ułanów Lubelskich 1920–1939, uczestnik przewrotu majowego w 1926, członek Wydz. Wykonawczego V-VIII 1917, a nast. przew. Rady Wyk. Okręgu XII „a” ZHP VIII-XI 1917, druż. II LDH im. Zawiszy Czarnego przy Szk. Lub. 1917–1918.

2.6. Lubelska Chorągwiana Lista Katyńska
- ks. hm. mjr Aleksander Dubiel (1906–1940). Kapelan Chor. Lub. 1933–1936, kapelan ŻDH w Płouszowicach k. Lublina 1937–1939. Kier. Ref. St. Harc. KCh. 1933–1936, przyb. k-nta Hufca Lublin II 1936, drużynowy drużyny zastępowych przy KCh 1938, personalny KCh 1938–1939, kier. Wydz. Harc. KCh 1939. Jeniec NKWD w Kozielsku, Ostaszkowie i Twerze (Kalinin – Kaliningrad). Zamordowany w IV 1940 r.

- ppor. Zbigniew Florkiewicz (1905–1940). Druż. I LDH im. W. Łukasińskiego przy Gimn. im. S. Staszica w Lublinie 1924–1925. Więzień Kozielska, zginął w Katyniu w 1940 r.

- ppor Jerzy Włodzimierz Gajewski (1898–1940). Czł. I Parolu Skautowego w Lublinie 1911, zast. I LDS przy Gimn. S. Staszica w Lublinie 1913–1915, druż. III LDS im. R. Traugutta 1915–1916, k-nt drużyn lubelskich ZHP 1916–1919. Więzień Kozielska, zginął w Katyniu w 1940 r.

- kpt. Wiktor Krzewski (1881–1940). Uczestnik wojen 1919–1920 i 1939 r. Nauczyciel w Szkole Lubelskiej. Org. I Patrolu Skautowego im. Zawiszy Czarnego przy Szk. Lub. 1911 (w latach 1911–1912 przekształcił się w II LDS. Jeden z trzech k-ntów Lub. Okr. Kom. Skaut. 1913, przew. Zjazdu b. harcerzy Ziemi Lub. z ok. 25-lecia harcerstwa na Lubelszczyźnie w 1936 r. Czł. ZO ZHP 1936–1937. Więzień Kozielska, zginął w Katyniu w 1940 r.

- Piotr Malinowski (1909–1940). Czł. VII DH im. H. Dąbrowskiego w Radomiu 1926–1929, czł. Koła Przyjaciół Harcerstwa w Stężycy k. Dęblina 1930–1939. Ćwik 1929. Zamordowany w 1940 r. w Starobielsku.

- Edward Morszczyna (zm. 1940). Czł. II LDH im. Zawiszy Czarnego przy Szkole Lubelskiej. W wojnie polsko-bolszewickiej 1919–1920 r. czł. Harcerskiego Batalionu Wartowniczego w Lublinie. Absolwent Politechniki Warszawskiej Wydziału Architektury. Naczelny inżynier Miasta Brześć (zam. przy ul. Kilińskiego 12). Jako oficer rezerwy WP brał udział w wojnie obronnej 1939 r. Aresztowany przez NKWD, stracony w Kozielsku wiosną 1940 r.

- pchor. Bolesław Paczkowski (zm. 1940). 16. Pomorska DP. D-ca wozu bojowego podczas obrony Lublina w 1939 r. Czł. XXIV Pomorskiej DH im. Zawiszy Czarnego przy Gimn. w Chełmży 1924–1928, druż. jw. 1932–1935 i DH Zlotowej w Spale 1935, k-nt Hufca Chełmża 1938–1939. Zamordowany w 1940 r. w Starobielsku.

2.7. Aktualności.
- Dnia 18 lipca 2011 r. zmarł harcmistrz Ludwik Bronisz-Pikało. Ur. 08.02.1926 r. w Lublinie. Żołnierz 35 pp, 9 Podlaskiej Dyw. Piech. AK, Szarych Szeregów i I Armii WP – „Syn Pułku”. St. radca prawny Okr. Dyr. PKP w Lublinie. Pisarz. Zast. IV Zastępu „Łosie” DH Lotniczej przy Lub. Wytw. Samolotów Plage-Laśkiewicz 1938–1941, drużynowy 1941–1943, inst. KCh 1958–1962, z-ca przew. KICh 1975–1979, czł. KI „Szaniec” im. A. Kamińskiego w Lublinie od 1979 r., współinicjator Harcerskiej Operacji „Magistrala” Chor. Lub. Odzn. KOOOP 1990, ZKZ dla ZHP 1981. Pochowany w kwaterze „Synów Pułku” na cm. Majdanek.

- Dnia 3 lipca 2011 r. zmarł w wieku 88 lat dh hm. kpt. Kazimierz Stopa. Zastępowy, przyboczny 1936–1938, drużynowy 1938–1939 DH im. J. Mościckiego przy SP w Wojsławicach. K-nt Pogotowia Harcerzy. Brał udział w wojnie obronnej 1939 r. – żołnierz 8 bat. 43 p.p. Organizator tajnego harcerstwa w Wojsławicach 1939–1940. Żołnierz Szarych Szeregów, Armii Krajowej i Batalionów Chłopskich. W l. 1940–1945 więzień SS w Chełmie, na Zamku Lubelskim, a nast. w stallagu Rymhild Turingen Wald. Organizator i k-nt Hufca ZHP im. T. Kościuszki w Bassum (angielska strefa okupacyjna w Niemczech) 1945, z-ca k-nta Ośr. Szkol. Kadr Instr. ZHP w Bassum 1945–1947. Z-ca k-nta Hufca Chełm 1947–1949. Czł. KI „Szaniec” im. A. Kamińskiego przy KCh Lublin od 1980 r. Historyk, regionalista. Założyciel i prezes honorowy Towarzystwa Miłośników Wojsławic. Autor wielu opracowań i artykułów. Nauczyciel, wieloletni pracownik lubelskiego Kuratorium Oświaty i Wychowania. Działacz TPD. Odznaczony m.in. Krzyżem Oficerskim OOP i złotym Krzyżem Za Zasługi dla ZHP z Rozetą-Mieczami. Pochowany w kwaterze „Synów Pułku” na cm. kom. na Majdanku.

- Dnia 6 października 2010 r. zmarła w wieku 68 lat dh. hm. Halena Pietrzak-Golda – długoletnia nauczycielka Zespołu Szkół Nr 1 im. Stanisława Grabskiego w Lublinie. Drużynowa, komendantka Szczepu, zastępczyni k-nta Hufca Lublin-Miasto. Współzałożycielka Kręgu Instruktorskiego „Szaniec” w 1978 r. i jego aktywna członkini do końca swych dni. Działaczka Towarzystwa Przyjaciół Niedzrzwicy Kościelnej, autorka opracowań historycznych dot. tej miejscowości. Pochowana na miejscowym cm. parafialnym.

- Rozkazem Naczelnika ZHP L. 2/2010 z 22 lutego 2010 r., a decyzją Przewodniczącego ZHP z dnia 29 stycznia 2010 r., z okazji 100-lecia harcerstwa następujący instruktorzy Chorągwi zostali odznaczeni Krzyżem „Za Zasługi dla ZHP”: złotym: hm. Teofila Laskowska, hm. Janusz Krasicki; srebrnym: hm. Grażyna Strózik, hm. Cezary Siedlecki, phm. Zbigniew Muszyński, phm. Kazimierz Górniak.

- 4 lutego 2010 r. Minister Kultury i Dziedzictwa Narodowego Rzeczypospolitej Polskiej Bogdan Zrojewski odznaczył dha hm Stanisława Dąbrowskiego Srebrnym Medalem „Zasłużony Kulturze Gloria Artis”.

## Przewodniczący, inspektorzy, komendanci okręgu
Komendanci Lubelskiej Komendy Skautowej 1912–1913
(drużynowi, którzy pełnili tę funkcję na przemian, bez nominacji)
- Tadeusz Korolko
- Wiktor Krzewski
- Jan Wierzbicki

Komendant Okręgowej Komendy Skautowej w Lublinie 1913–1916
- Włodzimierz Bochenek

JUNACTWO Kierownictwo Okręgu Lubelskiego 1915–1918
- Wiktor Strzembosz – Naczelnik Okręgu
- Władysław Olędzki – Komendant Okręgu
- Antoni Bujak – Naczelnik Junaków
- Maria Hornowska – Naczelniczka Junaczek

Komendanci Polskiej Organizacji Skautowej Okręgu Lubelskiego 1916–1917
(XV Okręg męski i XVIII żeński)
- Mieczysław Rogalski. Kierownictwo obwodu I – Władysław Olędzki, II – Stanisław Antoni Koziejowski i Franciszek Zaremba, III – Kazimierz Bukowski i Witold Wolanowski.
- Aleksandra Osiecka

Przewodniczący Rady Wykonawczej XII (Lubelskiego) Okręgu ZHP 1916–1921 (inspektorzy, komendanci okręgu)
Okręg XII „a” (Harcerzy)
- Mieczysław Rogalski 29 XI 1916 – XI 1918
- Włodzimierz Bochenek V-VIII 1917 p.o.
- Marian Żebrowski VIII-XI 1917 p.o.
- Stefan Plewiński XI 1918 – IX 1919
- Władysław Olędzki IX 1919 – VII 1920
- Jacek Woroniecki VII 1920 – 21 II 1921

Okręg XII „b” (Harcerek)
- Ewa Szelburg 29 XI 1916 – VI 1918
- Mirosława Kuncewicz VI 1918-VIII 1919
- Maria Nowakowska VIII 1919-21 II 1921

Przewodniczący Tymczasowego Zarządu Oddziału Lubelskiego ZHP 1921
- Jacek Woroniecki 21 II 1921 – 23 V 1921
- Maria Nowakowska 21 II 1921 – 23 V 1921

Przewodniczący Zarządu Oddziału ZHP w Lublinie 1921–1934
- Jacek Woroniecki, dominikanin (23 V 1921 – III 1923)
- płk Artur Ganczarski (III 1923 – 13 I 1924)
- Władysław Łukaszewicz, sędzia (13 I 1924 – 4 IX 1929)
- Kazimierz Juszczakowski, nauczyciel (p.o. 5 IX 1929 – 8 IV 1930 oraz 8 IV 1930 – 19 IV 1931)
- gen. bryg. Jerzy Dobrodzicki (19 IV 1931 – 24 IV 1934, a później Honorowy Przewodniczący)

Przewodniczący Zarządu Okręgu ZHP w Lublinie 1934–1939
- płk dypl. Stefan Iwanowski (24 IV 1934 – 3 IV 1938)
- płk dypl. Tadeusz Alf-Tarczyński (3 IV 1938 – IX 1939)

### Komendanci Lubelskiej Chorągwi Harcerzy
- hm. Kazimierz Grochowski 23 V 1921 – 1 VII 1925
- hm. Zdzisław Gołębiowski 1 VII 1925 – 7 VII 1926
- hm. Władysław Wójtowicz 7 VII 1926 – 15 IX 1926, p.o.
- hm. Wit Felczerek-Klonowiecki 15 IX 1926 – IV 1927 (1927–1928 służba wojskowa)
- hm. Władysław Wójtowicz IV 1927 – 1924 IV 1928 p.o.
- hm. Wit Klonowiecki 24 IV 1928 – 1911 VIII 1930
- hm. Władysław Wójtowicz VIII 1930 – X 1930 (odmówił przyjęcia nominacji)
- Mieczysław Szewc-Stagrowski 24X 1930 – 4 V 1931 p.o., 4 V 1931 – VI 1932
- hm Władysław Wójtowicz VI 1932 – 31 XII 1932 p.o.
- hm. Józef Ciszek 31 XII 1932 – 2 IV 1933
- hm. Tadeusz Borowiecki 2 IV 1933 – XII 1933 p.o., XII 1933 – IX 1935
- hm. Tadeusz Kozłowski IX 1935 – IV 1938
- hm. Dymitr Senatorski IV 1938 – 9 IX 1939

Szare Szeregi „Ul Zboże”
- hm. Tadeusz Kozłowski 1939–1941
- phm. Kazimierz Tomiłło (1942)
- phm. Lesław Eustachiewicz (1942–1943)
- phm. Henryk Ostrowski (1943)
- phm. Zbigniew Urych (1943–1944)

1944–1950
- Józef Kisielewski IX 1944 – 10 I 1945 (wybrany, lecz nie mianowany)
- Marian Leszczyński 10 I 1945 – 8 V 1945
- hm. prof. Tadeusz Dzierżykraj-Rogalski 8 V 1945 – 1 IV 1949
- hm. Stanisław Grzesiuk 1 IV 1949 – 31 I 1951 (połączonych Chorągwi Harcerek i Harcerzy)

### Komendantki Lubelskiej Chorągwi Harcerek
- phm. Maria Nowakowska-Bryda 17 III 1921 – IV 1923
- hm. Zofia Naramowska-Kruszewska IV–X 1923 p.o.
- hm. Róża Jadwiga Błeszyńska 1 XI 1923 – I 1925
- phm. Zofia Gołębiowska-Grochowska 1 I 1925 – 20 I 1927
- hm. Róża Błeszyńska 20 I 1927 – 15 XI 1928
- hm. Maria Walciszewska 15 XI 1928 – 10 I 1929 p.o., 10 I 1929 – 20 IV 1932
- hm. Remiszewska-Pawłowska Helena 20 IV 1932 – 11 X 1935
- hm. Danuta Jankowska-Magierska X 1935
- hm. Kazimiera Tyszka-Świętochowska p.o. 1936 (bez mianowania)
- hm. Róża Błeszyńska 1 XI 1935 – 26 IV 1936 p.o., 26 IV 1936 – IX 1939

Szare Szeregi 1939–1945
- hm. Maria Walciszewska ps. Marylka 1939–1941
- hm. Danuta Magierska ps. Danuta 1941–1943
- hm. Maria Świtalska ps. Jadwiga 1943
- hm. Maria Skorupska-Daszkiewicz ps. Bogumiła 1943–1945

1945–1949
- hm. Anna Krzymowska VII1945 – 2 X 1945 (wybrana, ale nie mianowana)
- hm. Hanna Bulewska 2 X 1945 – 15 XI 1947
- hm. Zofia Juszczyk-Idziaszkowa 15 XI 1947 – 1 XI 1948
- hm. Magdalena Anna Czerwińska-Krawczyk 1 XI 1948 – 1 IV 1949

### Komendanci Chorągwi Lubelskiej od roku 1957
- hm. Marianna Alina Wdowiak p.o. k-nta 11 I 1957 – 6 IV 1957, k-ntka 6 IV 1957 – 2 III 1965
- hm. Ryszard Witek 2 III 1965 – 29 III 1972
- hm. Kazimierz Ryszard Olszowy 19 IV 1972 – 19 IV 1975
- hm. Stanisław Tryczyński 19 IV 1975 – 30 VIII 1978
- hm. Piotr Grzązek 30 VIII 1978 – 1981
- hm. Kazimierz Kamieniecki 1981 – 1930 VIII 1983
- hm. Stanisław Tryczyński 30 VIII 1983 – 12 I 1985
- hm. Mirosław Rojek 12 I 1985 – 1987
- hm. Halina Szczotka p.o. k-nta 1987 (bez mianowania)
- hm. Stanisław Kostrzewa 1987–1989
- hm. Anna Wetoszka-Szwargolińska 1989 (bez mianowania)
- hm. Jerzy Burcoń 1989–1991
- hm. Jerzy Pietrusiński p.o. k-nta do 16 IV 1991 (bez mianowania)
- hm. Zbigniew Makulec 16 IV 1991 – 17 XII 1991
- hm. Stanisław Dąbrowski 17 XII 1991 – 23 V 1992 p.o.
- hm. Wiesław Sawa 23 V 1992 – 11 XI 1998
- hm. Kazimierz Wysocki 11 XI 1998 – 18 XII 1999 p.o, k-nt 18 XII 1998 – 2006
- hm. Bogdan Cybula 2006
- hm. Zbigniew Makulec 2006–2009
- hm. Marcin Wolski 2009–2014
- hm. Katarzyna Piondło 2014–2016
- hm. Grzegorz Woźniak 19 IV 2016 – 8 XII 2016 r. pełnomocnik GK ZHP ds. Chorągwi Lubelskiej ZHP
- hm. Tomasz Sych od 12 V 2017 r. (od 8 XII 2016 do 12 V 2017 pełnomocnik GK ZHP ds. Chorągwi Lubelskiej ZHP)

Komendanci Chorągwi Bialskopodlaskiej 1975–1991
- hm. Ewa Gębala 1975–1981
- hm. Mieczysław Maciejczyk 1981–1987
- hm. Marek Bąkowski 1987–1990
- hm. Zbigniew Olejarczyk 1990–1991

Komendanci Chorągwi Chełmskiej 1975–1991
- Wiesława Dąbrowska 1975–1978
- Barbara Owczarska 1978–1981
- Stanisław Bernat 1981–1985
- Andrzej Suski 1985–1988
- Maria Kowalczyk 1988–1991

Komendanci Chorągwi Zamojskiej 1975–1998
- Zofia Piłat 1975–1978
- Jan Michniak 1978–1989
- Kazimierz Wysocki 1989–1998

Komendanci połączonych Chorągwi: Bialskopodlaskiej, Chełmskiej i Lubelskiej 1991–1998
- Stanisław Dąbrowski p.o. 1991–1992
- Wiesław Sawa 1992–1998

## Wykaz hufców
| Lp. | Nazwa                        | Adres                                    | Teren działania | Komendant                |
| --- | ---------------------------- | ---------------------------------------- | --- | ------------------------ |
| 1.  | Hufiec ZHP Chełm             | ul. I Pułku Szwoleżerów 15a 22-100 Chełm | Chełm, Kamień, Dubienka, Dorohusk, Ruda Huta, Wola Uhruska, Włodawa, Hanna, Urszulin, Hansk, Wierzbica, Siedliszcze, Pawlow, Rejowiec, Lesniowice, Bialopole | phm. Barbara Kawa        |
| 2.  | Hufiec ZHP Hrubieszów        | ul. Narutowicza 34 22-500 Hrubieszów     | Hrubieszów | pwd. Anna Kozar          |
| 3.  | Hufiec ZHP Lublin            | ul. Okopowa 11 20-022 Lublin             | Lublin, Świdnik, Piaski, Łęczna, Bełżyce, Bychawa, Lubartów, Kock, Ostrów Lubelski, Krasnystaw                                                               | pwd. Andżelika Karczmarz |
| 4.  | Hufiec ZHP Łuków             | ul. ks. Brzóski 2 21-400 Łuków           | Łuków, Stoczek Łukowski, Radzyń Podlaski, Międzyrzec Podlaski, Biała Podlaska, Terespol                                                                      | hm. Michał Mojski        |
| 5.  | Hufiec ZHP Puławy            | ul. Wojska Polskiego 23 24-100 Puławy    | Puławy, Żyrzyn, Baranów, Markuszów, Kurów, Końskowola, Wąwolnica, Nałęczów, Janowiec, Kazimierz Dolny, Karczmiska                                            | pwd. Karol Gudek         |
| 6.  | Hufiec ZHP Ryki              | ul. Piaskowa 40 08-500 Ryki              | Ryki, Dęblin | pwd. Witold Lidwin       |
| 7.  | Hufiec ZHP Tomaszów Lubelski | ul. Zamojska 2 22-600 Tomaszów Lubelski  | Tomaszów Lubelski, Tyszowce, Łaszczów, Lubycza Królewska, Janów Lubelski                                                                                     | phm. Anna Rojek          |
| 8.  | Hufiec ZHP Zamość            | ul. Rynek Wielki 5 22-400 Zamość         | Zamość, Zwierzyniec, Szczebrzeszyn, Krasnogród | hm. Janusz Nowosad       |